# Réseau de bus Fontainebleau - Moret
Le réseau de bus Fontainebleau - Moret est un réseau de transports en commun par autobus et autocars circulant en Île-de-France, organisé par l'autorité organisatrice Île-de-France Mobilités. Il est exploité par le groupe Transdev à travers la société Transdev Pays de Fontainebleau depuis le 1er août 2023.
Il se compose de 43 lignes qui desservent la communauté d'agglomération du Pays de Fontainebleau, mais aussi la communauté de communes Moret Seine et Loing, et la communauté de communes Brie des Rivières et Châteaux.

## Histoire

### Lignes issues du réseau Aérial
Aérial est un ancien réseau de bus organisé par Île-de-France Mobilités et exploité par le groupe Transdev à travers son établissement de Vulaines-sur-Seine jusqu’au 31 juillet 2023. Le réseau desservait principalement les communes de Fontainebleau et d'Avon ainsi qu'une partie de la communauté d'agglomération du Pays de Fontainebleau. Le réseau est issu de l'ancien tramway de Fontainebleau fermé le 31 décembre 1953. Le réseau était composé de dix lignes régulières dont une à vocation scolaire.
Le 5 septembre 2011, le réseau est restructuré avec la modification des trajets des lignes existantes afin de desservir les quartiers enclavés de Fontainebleau et d'Avon. Les horaires des lignes sont cadencés en fonction des arrivées et des départs des trains en gare de Fontainebleau - Avon. De plus, les lignes sont renumérotées comme ci-dessous :
| Ligne | Ligne(s) successeur(s) |
| ----- | ---------------------- |
| A     | 1                      |
| B     | Supprimée              |
| C     | 2 et 3                 |
| D     | 4                      |
| 12A   | 5                      |
| 12B   | 6                      |
| 12C   | 4                      |

Le 30 mai 2016, le réseau est à nouveau modifié comme suit :
- la ligne 1 est scindée en deux lignes distinctes afin d'améliorer la lisibilité de la ligne. De plus, celle-ci est renforcée en s'adaptant aux horaires des trains avec un bus toutes les dix minutes aux heures de pointe, d'un bus toutes les quinze à vingt minutes aux heures creuses du lundi au vendredi ainsi que le samedi et d'un bus toutes les demi-heures les dimanches et fêtes ;
- l'ancienne ligne 2 prend l'indice 8 et voit la création de trois départs supplémentaires. L'offre du week-end de la ligne 3 est transférée sur la nouvelle ligne 8. La desserte du cinéma Cinéparadis est améliorée grâce à la création d'un arrêt sur les lignes 3 et 8.

### Lignes issues du réseau Comète
Le réseau de bus Comète était un réseau de bus implanté dans le sud du département de Seine-et-Marne. Le réseau était exploité par le groupe Transdev via trois sous entreprises : les établissements Transdev de Nemours, Vulaines et Interval.
Il a été créé en 2004 à l'initiative des élus du canton de Moret-sur-Loing.
Le 29 août 2016, les indices des lignes du réseau sont changés selon le tableau ci-dessous :
| Ancienne numérotation | Nouvelle numérotation |
| 01                    | 201                   |
| 02                    | 202                   |
| 03                    | 203                   |
| 04 (Scolaire)         | 204                   |
| 04 (Actif)            | 205                   |
| 06                    | 206                   |
| 15                    | 207                   |
| 08                    | 208                   |
| 10 (Actif)            | 209                   |
| 10 (Scolaire)         | 210                   |
| 01B                   | 211                   |
| --------------------- | --------------------- |

Le 4 avril 2020, la ligne 201 est supprimée du fait de l'arrivée du service de transport à la demande « TàD Moret-sur-Loing » sur les communes desservies.

### Lignes issues du réseau du canton de Perthes
Les lignes, au nombre de 8, étaient exploitées par Transdev Saint-Fargeau-Ponthierry.

### Lignes issues du réseau de Vulaines
Les lignes, au nombre de 6, étaient exploitées par Transdev Vulaines.

## Développement du réseau

### Ouverture à la concurrence
En raison de l'ouverture à la concurrence des transports en commun en Île-de-France, le réseau de bus Fontainebleau - Moret est créé le 1er août 2023, correspondant à la délégation de service public numéro 16 établie par Île-de-France Mobilités. Un appel d'offres a donc été lancé par l'autorité organisatrice afin de désigner une entreprise qui exploitera le réseau pour une durée de cinq ans. C'est finalement Transdev, via sa filiale Transdev Pays de Fontainebleau, qui a été désigné lors du conseil d'administration du 7 décembre 2022.
À la date de son ouverture à la concurrence, le réseau se composait des lignes 1, 2, 3, 4, 5, 6, 8, 9, 111 et 112 du réseau de bus Aérial exploité par Transdev Vulaines, des lignes 184.001, 184.003, 184.008, 184.013, 184.014 (R'Bulle) du réseau de bus Les Cars Bleus, des lignes 202, 203, 204, 205, 206, 207, 208, 209, 210, 211 du réseau de bus Comète, des lignes 9, 14, 20, 21, 23, 113, 114 et 115 de Transdev Saint-Fargeau-Ponthierry et des lignes 40, 41, 42, 43, 44, 45 du réseau de bus de Vulaines. Le contrat comprend également la ligne N132 du réseau nocturne Noctilien, exploitée auparavant par Keolis Seine Val-de-Marne pour le compte de SNCF Transilien, et la nouvelle ligne N137 du Noctilien,.
À cette même date la ligne 1 fusionne avec la ligne 2 tandis que les lignes 3, 4, 5, 7, 9 et 209 profitent d'améliorations. Deux nouveaux bus soirée sont créés l'un au départ de la gare de Fontainebleau - Avon l'autre au départ de celle de Moret-Veneux-les-Sablons.
Les anciennes lignes des Cars Bleus sont renumérotées : les lignes 184-001, 184-008, 184-013 et 184-014 (R'Bulle) deviennent respectivement 4001, 4008, 4013 et 4014 tandis que la ligne 184-003 est scindée en lignes 4002 et 4003. D'ailleurs la portion de la ligne 4008 en commun avec la ligne 4006 (anciennement 184-006) entre La Chapelle-la-Reine et Garentreville est désaffecté de la ligne 4008. La ligne 9 (Arbonne-Melun) prend le numéro 19 afin de supprimer le doublon avec l'autre ligne 9.

### Renumérotation des lignes
Depuis le 16 septembre 2024, le réseau de bus Fontainebleau-Moret prend en compte le nouveau principe de numérotation régional unique planifié par Île-de-France Mobilités afin de supprimer les doublons. Pour ce réseau, la renumérotation a été faite de sorte que les lignes commencent par l'indicatif «34» auquel est ajouté un chiffre lié à l'ancien numéro de la ligne si possible.
La correspondance entre anciens et nouveaux numéros est la suivante :
| Ancien numéro | Nouveau numéro |
| ------------- | -------------- |
| 1             | 3401           |
| 3             | 3403           |
| 4             | 3404           |
| 5             | 3405           |
| 6             | 3406           |
| 7             | 3407           |
| 8             | 3408           |
| 8s            | 3418           |
| 9             | 3409           |
| 14            | 3424           |
| 19            | 3429           |
| 20            | 3420           |
| 21            | 3421           |
| 23            | 3423           |
| 40            | 3440           |
| 41            | 3441           |
| 42            | 3442           |
| 43            | 3443           |
| 44            | 3444           |
| 45            | 3445           |
| 111           | 3411           |
| 112           | 3412           |
| 113           | 3427           |
| 114           | 3426           |
| 115           | 3425           |
| 202           | 3432           |
| 203           | 3433           |
| 204           | 3434           |
| 205           | 3435           |
| 206           | 3436           |
| 207           | 3437           |
| 208           | 3438           |
| 209           | 3439           |
| 210           | 3430           |
| 211           | 3431           |
| 4001          | 3451           |
| 4002          | 3452           |
| 4003          | 3453           |
| 4008          | 3458           |
| 4013          | 3455           |
| 4014          | 3454           |
| 7s            | 3417           |

### Modifications ultérieures à la renumérotation
Le 18 novembre 2024, la desserte urbaine de Bois-le-Roi est modifiée, à la suite des différents réaménagements urbains et des changements de sens de circulation:
- La ligne 3440 desservira désormais, de manière constante, les rues Carnot et de la Presche et comptera désormais 8 courses du Lundi au Vendredi, en correspondance avec les trains de la ligne R du Transilien à la gare de Bois-le-Roi ;
- La ligne 3447 voit le jour à cette date et desservira, entre autres, le quartier de Brolles, avec une offre établie à 7 courses du Lundi au Vendredi, en correspondance avec les trains de la ligne R à la gare de Bois-le-Roi.

## Lignes du réseau

### Lignes 3401 à 3409
| Ligne | Caractéristiques | Caractéristiques | Caractéristiques | Caractéristiques | Caractéristiques | Caractéristiques | Caractéristiques | Caractéristiques | Caractéristiques |
| 3401  | Avon - Les Bouleaux / Avon - Jacques Durand (certains services en journée et fin de service) ⥋ Fontainebleau — Les Lilas | Avon - Les Bouleaux / Avon - Jacques Durand (certains services en journée et fin de service) ⥋ Fontainebleau — Les Lilas | Avon - Les Bouleaux / Avon - Jacques Durand (certains services en journée et fin de service) ⥋ Fontainebleau — Les Lilas | Avon - Les Bouleaux / Avon - Jacques Durand (certains services en journée et fin de service) ⥋ Fontainebleau — Les Lilas | Avon - Les Bouleaux / Avon - Jacques Durand (certains services en journée et fin de service) ⥋ Fontainebleau — Les Lilas | Avon - Les Bouleaux / Avon - Jacques Durand (certains services en journée et fin de service) ⥋ Fontainebleau — Les Lilas | Avon - Les Bouleaux / Avon - Jacques Durand (certains services en journée et fin de service) ⥋ Fontainebleau — Les Lilas | Avon - Les Bouleaux / Avon - Jacques Durand (certains services en journée et fin de service) ⥋ Fontainebleau — Les Lilas | Avon - Les Bouleaux / Avon - Jacques Durand (certains services en journée et fin de service) ⥋ Fontainebleau — Les Lilas |
| ----- | --- | --- | --- | --- | --- | --- | --- | --- | --- |
| 3401  | Ouverture / Fermeture 5 septembre 2011 / — | Longueur — | Durée 30-40 min | Nb. d’arrêts 32 | Matériel Citaro C2 Citaro G C2 GX 327                                                                                    | Jours de fonctionnement L, Ma, Me, J, V, S, D                                                                            | Jour / Soir / Nuit / Fêtes O / N / N / O                                                                                 | Voy. / an — | Dépôt Vulaines-sur-Seine                                                                                                 |
| 3401  | Desserte : - Villes et lieux desservis : Avon et Fontainebleau - Gare desservie : Fontainebleau - Avon | | | | | | | | |
| 3401  | Autre : - Zone traversée : 5 - Arrêts non accessibles aux UFR : Bibliothèque, Cour des Adieux et Église Saint-Louis - Amplitudes horaires : La ligne fonctionne du lundi au vendredi de 5 h 20 à 22 h 40, le samedi de 6 h 5 à 22 h 40 et les dimanches et fêtes de 7 h 5 à 22 h 55. - Particularités : - Du lundi au vendredi ainsi que le dimanche et les jours fériés, certaines courses en début de service vers Les Lilas sont au départ de Dunant. - En pointe matinale du lundi au vendredi, certaines courses vers Les Lilas sont directes de la gare de Fontainebleau - Avon jusqu'à Place de l'Étape. - Date de dernière mise à jour : 25 juin 2023. | | | | | | | | |
| 3401  | Dernière actualisation : — | | | | | | | | |
| 3403  | Avon — Gare routière ⥋ Fontainebleau — Crevat - Jaurès | Avon — Gare routière ⥋ Fontainebleau — Crevat - Jaurès                                                                   | Avon — Gare routière ⥋ Fontainebleau — Crevat - Jaurès                                                                   | Avon — Gare routière ⥋ Fontainebleau — Crevat - Jaurès                                                                   | Avon — Gare routière ⥋ Fontainebleau — Crevat - Jaurès                                                                   | Avon — Gare routière ⥋ Fontainebleau — Crevat - Jaurès                                                                   | Avon — Gare routière ⥋ Fontainebleau — Crevat - Jaurès                                                                   | Avon — Gare routière ⥋ Fontainebleau — Crevat - Jaurès                                                                   | Avon — Gare routière ⥋ Fontainebleau — Crevat - Jaurès                                                                   |
| 3403  | Ouverture / Fermeture 5 septembre 2011 / — | Longueur — | Durée 22-27 min | Nb. d’arrêts 30 | Matériel GX 127 GX 137 Citaro C2 GX 327                                                                                  | Jours de fonctionnement L, Ma, Me, J, V                                                                                  | Jour / Soir / Nuit / Fêtes O / N / N / N                                                                                 | Voy. / an — | Dépôt Vulaines-sur-Seine                                                                                                 |
| 3403  | Desserte : - Villes et lieux desservis : Avon et Fontainebleau - Gare desservie : Fontainebleau - Avon | | | | | | | | |
| 3403  | Autre : - Zone traversée : 5 - Arrêts non accessibles aux UFR : Parroisse, Stade de la Faisanderie - Amplitudes horaires : La ligne fonctionne du lundi au vendredi de 7 h 30 à 17 h 55. - Particularités : - Il existe une course scolaire à raison d'un aller le matin et d'un retour l'après-midi ou le mercredi midi, desservant en plus les arrêts La Plaine (le matin), Collège Inter Forêt, La Fourche, Stade de la Faisanderie. L'arrêt Palais de Justice est le point de départ du service retour. - Au départ de la gare de Fontainebleau - Avon, une course le mercredi midi en période scolaire est limité à Palais de Jutice, et toute l'année, une course supplémentaire le midi est limité à Le Bréau. - Date de dernière mise à jour : 8 août 2022. | | | | | | | | |
| 3403  | Dernière actualisation : — | | | | | | | | |
| 3404  | Avon — Gare routière ⥋ Fontainebleau — Stade de la Faisanderie | Avon — Gare routière ⥋ Fontainebleau — Stade de la Faisanderie                                                           | Avon — Gare routière ⥋ Fontainebleau — Stade de la Faisanderie                                                           | Avon — Gare routière ⥋ Fontainebleau — Stade de la Faisanderie                                                           | Avon — Gare routière ⥋ Fontainebleau — Stade de la Faisanderie                                                           | Avon — Gare routière ⥋ Fontainebleau — Stade de la Faisanderie                                                           | Avon — Gare routière ⥋ Fontainebleau — Stade de la Faisanderie                                                           | Avon — Gare routière ⥋ Fontainebleau — Stade de la Faisanderie                                                           | Avon — Gare routière ⥋ Fontainebleau — Stade de la Faisanderie                                                           |
| 3404  | Ouverture / Fermeture 5 septembre 2011 / — | Longueur — | Durée 10-25 min | Nb. d’arrêts 15 | Matériel Citaro C2 GX 317 GX 327                                                                                         | Jours de fonctionnement L, Ma, Me, J, V, S                                                                               | Jour / Soir / Nuit / Fêtes O / N / N / N                                                                                 | Voy. / an — | Dépôt Vulaines-sur-Seine                                                                                                 |
| 3404  | Desserte : - Villes et lieux desservis : Avon et Fontainebleau - Gare desservie : Fontainebleau - Avon | | | | | | | | |
| 3404  | Autre : - Zone traversée : 5 - Arrêts non accessibles aux UFR : — - Amplitudes horaires : La ligne fonctionne du lundi au vendredi de 5 h 40 à 20 h 30 et le samedi de 8 h 45 à 18 h 10. - Particularités : - Les premiers et derniers services du lundi au vendredi sont assurés sous forme de navette circulaire entre la gare et Crevat — Jaurès. - L'arrêt La Fourche Warnery est desservi du lundi au vendredi à raison d'un passage le matin en direction de Fontainebleau, uniquement en période scolaire. - Date de dernière mise à jour : 2 février 2021. | | | | | | | | |
| 3404  | Dernière actualisation : — | | | | | | | | |
| 3405  | Avon — Gare routière ⥋ Vulaines-sur-Seine — Moulin à Vent | Avon — Gare routière ⥋ Vulaines-sur-Seine — Moulin à Vent                                                                | Avon — Gare routière ⥋ Vulaines-sur-Seine — Moulin à Vent                                                                | Avon — Gare routière ⥋ Vulaines-sur-Seine — Moulin à Vent                                                                | Avon — Gare routière ⥋ Vulaines-sur-Seine — Moulin à Vent                                                                | Avon — Gare routière ⥋ Vulaines-sur-Seine — Moulin à Vent                                                                | Avon — Gare routière ⥋ Vulaines-sur-Seine — Moulin à Vent                                                                | Avon — Gare routière ⥋ Vulaines-sur-Seine — Moulin à Vent                                                                | Avon — Gare routière ⥋ Vulaines-sur-Seine — Moulin à Vent                                                                |
| 3405  | Ouverture / Fermeture 5 septembre 2011 / — | Longueur — | Durée 10-20 min | Nb. d’arrêts 26 | Matériel Autocars | Jours de fonctionnement L, Ma, Me, J, V                                                                                  | Jour / Soir / Nuit / Fêtes O / N / N / N                                                                                 | Voy. / an — | Dépôt Vulaines-sur-Seine                                                                                                 |
| 3405  | Desserte : - Villes et lieux desservis : Avon, Samois-sur-Seine, Samoreau, Vulaines-sur-Seine et Héricy - Gares desservies : Fontainebleau - Avon et Héricy | | | | | | | | |
| 3405  | Autre : - Zone traversée : 5 - Arrêts non accessibles aux UFR : — - Amplitudes horaires : La ligne fonctionne du lundi au vendredi de 5 h 55 à 8 h 35 puis de 17 h 5 à 20 h 40. - Particularités : - L'arrêt Moulin à Vent comprend Moulin à Vent — La Brosse (départ du matin) et Moulin à Vent — Route de Machault (départ du soir et terminus). - En direction de Vulaines-sur-Seine, l'arrêt Les Mornois n'est desservi que le matin, et les arrêts Les Latteux et Croix de Fer le soir. - L'arrêt Mairie de Vulaines n'est desservie que le soir en direction d'Avon. - Depuis Vulaines-sur-Seine, de 18 h 55 jusqu'à la fin de service, les courses sont limitées à l'arrêt Les Prés. - Date de dernière mise à jour : 1er mai 2021.                          | | | | | | | | |
| 3405  | Dernière actualisation : — | | | | | | | | |
| 3406  | Avon — Gare routière ⥋ Samoreau — ZA Bernache | Avon — Gare routière ⥋ Samoreau — ZA Bernache                                                                            | Avon — Gare routière ⥋ Samoreau — ZA Bernache                                                                            | Avon — Gare routière ⥋ Samoreau — ZA Bernache                                                                            | Avon — Gare routière ⥋ Samoreau — ZA Bernache                                                                            | Avon — Gare routière ⥋ Samoreau — ZA Bernache                                                                            | Avon — Gare routière ⥋ Samoreau — ZA Bernache                                                                            | Avon — Gare routière ⥋ Samoreau — ZA Bernache                                                                            | Avon — Gare routière ⥋ Samoreau — ZA Bernache                                                                            |
| 3406  | Ouverture / Fermeture 5 septembre 2011 / — | Longueur — | Durée — | Nb. d’arrêts 17 | Matériel Autocars | Jours de fonctionnement L, Ma, Me, J, V                                                                                  | Jour / Soir / Nuit / Fêtes O / N / N / N                                                                                 | Voy. / an — | Dépôt Vulaines-sur-Seine                                                                                                 |
| 3406  | Desserte : - Villes et lieux desservis : Avon, Samoreau et Vulaines-sur-Seine - Gare desservie : Fontainebleau - Avon | | | | | | | | |
| 3406  | Autre : - Zone traversée : 5 - Arrêts non accessibles aux UFR : — - Amplitudes horaires : La ligne fonctionne du lundi au vendredi de 6 h à 8 h 30 / 8 h 50 (en période scolaire) puis de 17 h 5 à 20 h 45. - Particularités : Le matin, en direction de Samoreau, les services partent de Vulaines — Mairie. - Date de dernière mise à jour : 28 décembre 2021. | | | | | | | | |
| 3406  | Dernière actualisation : — | | | | | | | | |
| 3407  | Gare de Fontainebleau - Avon ⥋ Samois-sur-Seine — La Brunette | Gare de Fontainebleau - Avon ⥋ Samois-sur-Seine — La Brunette                                                            | Gare de Fontainebleau - Avon ⥋ Samois-sur-Seine — La Brunette                                                            | Gare de Fontainebleau - Avon ⥋ Samois-sur-Seine — La Brunette                                                            | Gare de Fontainebleau - Avon ⥋ Samois-sur-Seine — La Brunette                                                            | Gare de Fontainebleau - Avon ⥋ Samois-sur-Seine — La Brunette                                                            | Gare de Fontainebleau - Avon ⥋ Samois-sur-Seine — La Brunette                                                            | Gare de Fontainebleau - Avon ⥋ Samois-sur-Seine — La Brunette                                                            | Gare de Fontainebleau - Avon ⥋ Samois-sur-Seine — La Brunette                                                            |
| 3407  | Ouverture / Fermeture — / — | Longueur — | Durée — | Nb. d’arrêts 11 (5) | Matériel — | Jours de fonctionnement L, Ma, Me, J, V, S                                                                               | Jour / Soir / Nuit / Fêtes O / N / N / N                                                                                 | Voy. / an — | Dépôt Vulaines-sur-Seine                                                                                                 |
| 3407  | Desserte : - Villes et lieux desservis : Avon et Samois-sur-Seine - Gare desservie : Fontainebleau - Avon | | | | | | | | |
| 3407  | Autre : - Zone traversée : 5 - Arrêts non accessibles aux UFR : — - Amplitudes horaires : La ligne fonctionne du lundi au vendredi de 6 h 15 à 20 h 25 et le samedi de 8 h 15 à 15 h 20. - Particularités : Une partie des départs sont semi direct sans longer la Seine. - Date de dernière mise à jour : 30 décembre 2023. | | | | | | | | |
| 3407  | Dernière actualisation : — | | | | | | | | |
| 3408  | Avon — Gare routière ⥋ Fontainebleau — Crevat - Jaurès / Fontainebleau — Le Bréau (en heure de pointe) | Avon — Gare routière ⥋ Fontainebleau — Crevat - Jaurès / Fontainebleau — Le Bréau (en heure de pointe)                   | Avon — Gare routière ⥋ Fontainebleau — Crevat - Jaurès / Fontainebleau — Le Bréau (en heure de pointe)                   | Avon — Gare routière ⥋ Fontainebleau — Crevat - Jaurès / Fontainebleau — Le Bréau (en heure de pointe)                   | Avon — Gare routière ⥋ Fontainebleau — Crevat - Jaurès / Fontainebleau — Le Bréau (en heure de pointe)                   | Avon — Gare routière ⥋ Fontainebleau — Crevat - Jaurès / Fontainebleau — Le Bréau (en heure de pointe)                   | Avon — Gare routière ⥋ Fontainebleau — Crevat - Jaurès / Fontainebleau — Le Bréau (en heure de pointe)                   | Avon — Gare routière ⥋ Fontainebleau — Crevat - Jaurès / Fontainebleau — Le Bréau (en heure de pointe)                   | Avon — Gare routière ⥋ Fontainebleau — Crevat - Jaurès / Fontainebleau — Le Bréau (en heure de pointe)                   |
| 3408  | Ouverture / Fermeture 30 mai 2016 / — | Longueur — | Durée 12-25 min | Nb. d’arrêts 31 | Matériel GX 127 GX 137 GX 327 Citaro C2                                                                                  | Jours de fonctionnement L, Ma, Me, J, V, S, D                                                                            | Jour / Soir / Nuit / Fêtes O / O / N / O                                                                                 | Voy. / an — | Dépôt Vulaines-sur-Seine                                                                                                 |
| 3408  | Desserte : - Villes et lieux desservis : Avon et Fontainebleau - Gare desservie : Fontainebleau - Avon | | | | | | | | |
| 3408  | Autre : - Zone traversée : 5 - Arrêts non accessibles aux UFR : — - Amplitudes horaires : La ligne fonctionne du lundi au vendredi de 5 h 45 à 22 h 20, le samedi de 7 h 15 à 23 h 25 et les dimanches et fêtes de 8 h 30 à 23 h 15. - Particularités : - Les jours ouvrables aux heures de pointe, il existe de nombreux services entre Le Bréau et Avon — Gare routière ; - Les arrêts entre Haut Changis et Maison dans la Vallée sont desservis le week-end et jours fériés de début de service jusqu'à 19 h environ ; - Il existe des services les dimanches et fêtes de 19 h 30 à fin de service de Avon — Gare routière à CNSD. - Date de dernière mise à jour : 8 août 2022.                                                                                | | | | | | | | |
| 3408  | Dernière actualisation : — | | | | | | | | |
| 3409  | Avon — Gare routière ⥋ Samoreau — ZA Bernache | Avon — Gare routière ⥋ Samoreau — ZA Bernache                                                                            | Avon — Gare routière ⥋ Samoreau — ZA Bernache                                                                            | Avon — Gare routière ⥋ Samoreau — ZA Bernache                                                                            | Avon — Gare routière ⥋ Samoreau — ZA Bernache                                                                            | Avon — Gare routière ⥋ Samoreau — ZA Bernache                                                                            | Avon — Gare routière ⥋ Samoreau — ZA Bernache                                                                            | Avon — Gare routière ⥋ Samoreau — ZA Bernache                                                                            | Avon — Gare routière ⥋ Samoreau — ZA Bernache                                                                            |
| 3409  | Ouverture / Fermeture — / — | Longueur — | Durée — | Nb. d’arrêts 31 (38) | Matériel — | Jours de fonctionnement L, Ma, Me, J, V, S                                                                               | Jour / Soir / Nuit / Fêtes O / N / N / N                                                                                 | Voy. / an — | Dépôt Vulaines-sur-Seine                                                                                                 |
| 3409  | Desserte : - Villes et lieux desservis : Avon, Samoreau, Vulaines-sur-Seine et Héricy - Gare desservie : Fontainebleau - Avon | | | | | | | | |
| 3409  | Autre : - Zone traversée : 5 - Arrêts non accessibles aux UFR : — - Amplitudes horaires : La ligne fonctionne du lundi au vendredi de 5 h 20 à 20 h 10 et le samedi de 7 h 20 à 19 h 35. - Particularités : Du lundi au vendredi en période scolaire, deux allers-retours assurent une desserte scolaire avec un trajet modifié. - Date de dernière mise à jour : 28 décembre 2021. | | | | | | | | |
| 3409  | Dernière actualisation : — | | | | | | | | |

### Lignes 3411 à 3419
| Ligne | Caractéristiques | Caractéristiques | Caractéristiques | Caractéristiques | Caractéristiques | Caractéristiques | Caractéristiques | Caractéristiques | Caractéristiques |
| 3411  | Héricy — Espinard ⥋ Vulaines-sur-Seine — Collège Colonel-Arnaud-Beltrame | Héricy — Espinard ⥋ Vulaines-sur-Seine — Collège Colonel-Arnaud-Beltrame                                                          | Héricy — Espinard ⥋ Vulaines-sur-Seine — Collège Colonel-Arnaud-Beltrame                                                          | Héricy — Espinard ⥋ Vulaines-sur-Seine — Collège Colonel-Arnaud-Beltrame                                                          | Héricy — Espinard ⥋ Vulaines-sur-Seine — Collège Colonel-Arnaud-Beltrame                                                          | Héricy — Espinard ⥋ Vulaines-sur-Seine — Collège Colonel-Arnaud-Beltrame                                                          | Héricy — Espinard ⥋ Vulaines-sur-Seine — Collège Colonel-Arnaud-Beltrame                                                          | Héricy — Espinard ⥋ Vulaines-sur-Seine — Collège Colonel-Arnaud-Beltrame                                                          | Héricy — Espinard ⥋ Vulaines-sur-Seine — Collège Colonel-Arnaud-Beltrame                                                          |
| ----- | --- | --- | --- | --- | --- | --- | --- | --- | --- |
| 3411  | Ouverture / Fermeture — / — | Longueur — | Durée 10-20 min | Nb. d’arrêts 26 | Matériel Autocars | Jours de fonctionnement L, Ma, Me, J, V                                                                                           | Jour / Soir / Nuit / Fêtes O / N / N / N                                                                                          | Voy. / an — | Dépôt Vulaines-sur-Seine |
| 3411  | Desserte : - Villes et lieux desservis : Héricy, Samoreau et Vulaines-sur-Seine | | | | | | | | |
| 3411  | Autre : - Zone traversée : 5 - Arrêts non accessibles aux UFR : — - Amplitudes horaires : La ligne fonctionne en période scolaire du lundi au vendredi de 7 h 45 à 9 h puis de 16 h 10 à 17 h 20 (lundi, mardi, jeudi et vendredi) / de 12 h 30 à 12 h 55 (mercredi uniquement). - Date de dernière mise à jour : 6 janvier 2019. | | | | | | | | |
| 3411  | Dernière actualisation : — | | | | | | | | |
| 3412  | Héricy ou Vulaines-sur-Seine ou Samoreau ⥋ Fontainebleau — Stade de la Faisanderie (aller) ou Gare routière François 1er (retour) | Héricy ou Vulaines-sur-Seine ou Samoreau ⥋ Fontainebleau — Stade de la Faisanderie (aller) ou Gare routière François 1er (retour) | Héricy ou Vulaines-sur-Seine ou Samoreau ⥋ Fontainebleau — Stade de la Faisanderie (aller) ou Gare routière François 1er (retour) | Héricy ou Vulaines-sur-Seine ou Samoreau ⥋ Fontainebleau — Stade de la Faisanderie (aller) ou Gare routière François 1er (retour) | Héricy ou Vulaines-sur-Seine ou Samoreau ⥋ Fontainebleau — Stade de la Faisanderie (aller) ou Gare routière François 1er (retour) | Héricy ou Vulaines-sur-Seine ou Samoreau ⥋ Fontainebleau — Stade de la Faisanderie (aller) ou Gare routière François 1er (retour) | Héricy ou Vulaines-sur-Seine ou Samoreau ⥋ Fontainebleau — Stade de la Faisanderie (aller) ou Gare routière François 1er (retour) | Héricy ou Vulaines-sur-Seine ou Samoreau ⥋ Fontainebleau — Stade de la Faisanderie (aller) ou Gare routière François 1er (retour) | Héricy ou Vulaines-sur-Seine ou Samoreau ⥋ Fontainebleau — Stade de la Faisanderie (aller) ou Gare routière François 1er (retour) |
| 3412  | Ouverture / Fermeture — / — | Longueur — | Durée 25-55 min | Nb. d’arrêts 36 | Matériel Autocars | Jours de fonctionnement L, Ma, Me, J, V, S                                                                                        | Jour / Soir / Nuit / Fêtes O / N / N / N                                                                                          | Voy. / an — | Dépôt Vulaines-sur-Seine |
| 3412  | Desserte : - Villes et lieux desservis : Héricy (lycée La Fayette, église Sainte-Geneviève-de Héricy, salle du Clos, salle de l'Orangerie, mairie, médiathèque Jeanne-Rollince, EHPAD Sainte-Geneviève), Vulaines-sur-Seine (collège Colonel Arnaud-Beltrame, théâtre Maurice-Ravel, complexe sportif Pierre-de-Coubertin, centre commercial, mairie, parc d'Erceville, église Saint-Éloi, Samoreau (zone d'activités Samoreau-Vulaines, mairie, parc Saint-Aubin, église Saint-Pierre-de-Samoreau, musée départemental Stéphane-Mallarmé), Samois-sur-Seine (centre de formation d'apprentis UTEC - campus d'Avon-Fontainebleau), Avon (port de plaisance, zone d'activités) et Fontainebleau (collège international, lycée international François 1er, lycée Jeanne d'Arc - Saint Aspais, stade Phillipe-Mahut, piscine de la Faisanderie, gymnase Lucien-Martinel, institut européen d'administration des affaires, lycée François-Couperin, institut universitaire de technologie de Sénart-Fontainebleau) - Gares desservies : Héricy, Vulaines-sur-Seine - Samoreau (par les arrêts Les Prés et Marjolaine) | | | | | | | | |
| 3412  | Autre : - Zone traversée : 5 - Arrêts non accessibles aux UFR : Les Mornois, Aulnette, Saint-Fiacre, Montmélian, Stade de la Faisanderie - Amplitudes horaires : La ligne fonctionne en période scolaire : - du lundi au vendredi, à raison de sept allers, puis de trois retours le mercredi midi, puis de deux l'après-midi, ou de six les autres jours l'après-midi, - et le samedi, à raison de deux retours le samedi midi. - Particularités : - À l'aller, selon les courses, l'arrêt de départ peut être Espinard, Place de Gaulle, Basse Varenne, Mairie de Vulaines-sur-Seine, Moulin à Vent ou Les Coudreaux. - Au retour, du lundi au vendredi, les courses pour Vulaines-sur-Seine ont leur terminus à Lavoir aux Chapeaux, à Espinard vers Héricy ou à Le Bac vers Samoreau. Une course non assurée le mercredi ne dessert pas les arrêts Gare routière François 1er et Dunant. - Au retour, le samedi, les courses ont leur terminus à Le Bac. Les arrêts Dunant et Stade de la Faisanderie ne sont pas desservis. - Date de dernière mise à jour : 22 juin 2023.                                   | | | | | | | | |
| 3412  | Dernière actualisation : — | | | | | | | | |
| 3417  | Fontainebleau — Collège international / Stade de la Faisanderie ⥋ Samois-sur-Seine — La Brunette / Chemin de l'Orée | Fontainebleau — Collège international / Stade de la Faisanderie ⥋ Samois-sur-Seine — La Brunette / Chemin de l'Orée               | Fontainebleau — Collège international / Stade de la Faisanderie ⥋ Samois-sur-Seine — La Brunette / Chemin de l'Orée               | Fontainebleau — Collège international / Stade de la Faisanderie ⥋ Samois-sur-Seine — La Brunette / Chemin de l'Orée               | Fontainebleau — Collège international / Stade de la Faisanderie ⥋ Samois-sur-Seine — La Brunette / Chemin de l'Orée               | Fontainebleau — Collège international / Stade de la Faisanderie ⥋ Samois-sur-Seine — La Brunette / Chemin de l'Orée               | Fontainebleau — Collège international / Stade de la Faisanderie ⥋ Samois-sur-Seine — La Brunette / Chemin de l'Orée               | Fontainebleau — Collège international / Stade de la Faisanderie ⥋ Samois-sur-Seine — La Brunette / Chemin de l'Orée               | Fontainebleau — Collège international / Stade de la Faisanderie ⥋ Samois-sur-Seine — La Brunette / Chemin de l'Orée               |
| 3417  | Ouverture / Fermeture septembre 2023 / — | Longueur — | Durée — | Nb. d’arrêts 22 | Matériel — | Jours de fonctionnement L, Ma, Me, J, V                                                                                           | Jour / Soir / Nuit / Fêtes O / N / N / N                                                                                          | Voy. / an — | Dépôt Vulaines-sur-Seine |
| 3417  | Desserte : - Villes et lieux desservis : Fontainebleau, Avon et Samois-sur-Seine - Gare desservie : Fontainebleau - Avon | | | | | | | | |
| 3417  | Autre : - Zone traversée : 5 - Arrêts non accessibles aux UFR : — - Amplitudes horaires : La ligne fonctionne du lundi au vendredi en période scolaire à raison de deux allers-retours par jour. - Date de dernière mise à jour : 30 décembre 2023. | | | | | | | | |
| 3417  | Dernière actualisation : — | | | | | | | | |
| 3418  | Gare de Fontainebleau - Avon ⥋ Fontainebleau — Stade de la Faisanderie / Crevat-Jaurès | Gare de Fontainebleau - Avon ⥋ Fontainebleau — Stade de la Faisanderie / Crevat-Jaurès                                            | Gare de Fontainebleau - Avon ⥋ Fontainebleau — Stade de la Faisanderie / Crevat-Jaurès                                            | Gare de Fontainebleau - Avon ⥋ Fontainebleau — Stade de la Faisanderie / Crevat-Jaurès                                            | Gare de Fontainebleau - Avon ⥋ Fontainebleau — Stade de la Faisanderie / Crevat-Jaurès                                            | Gare de Fontainebleau - Avon ⥋ Fontainebleau — Stade de la Faisanderie / Crevat-Jaurès                                            | Gare de Fontainebleau - Avon ⥋ Fontainebleau — Stade de la Faisanderie / Crevat-Jaurès                                            | Gare de Fontainebleau - Avon ⥋ Fontainebleau — Stade de la Faisanderie / Crevat-Jaurès                                            | Gare de Fontainebleau - Avon ⥋ Fontainebleau — Stade de la Faisanderie / Crevat-Jaurès                                            |
| 3418  | Ouverture / Fermeture — / — | Longueur — | Durée — | Nb. d’arrêts — | Matériel — | Jours de fonctionnement — | Jour / Soir / Nuit / Fêtes — / — / — / —                                                                                          | Voy. / an — | Dépôt — |
| 3418  | Desserte : - Villes et lieux desservis : Avon et Fontainebleau - Gare desservie : Fontainebleau - Avon (Transilien R) | | | | | | | | |
| 3418  | Autre : - Zone traversée : 5 - Arrêts non accessibles aux UFR : — - Amplitudes horaires : La ligne fonctionne du lundi au vendredi en période scolaire avec : - 1 départ du lundi au vendredi à 7h32 au départ de la gare de Fontainebleau - Avon; - Les lundis, mardis, jeudis et vendredis : 2 départs à 12h05 et 17h17 au départ de la gare de Fontainebleau - Avon, 1 départ à 12h33 au départ de "Crevat-Jaurès", 1 départ à 17h35 au départ de "Palais de Justice"; - Les mercredis : 2 départs à 12h22 et 17h17 au départ de la gare de Fontainebleau - Avon, 1 départ à 12h44 au départ de "Palais de Justice", 1 départ à 17h40 au départ de "Crevat_Jaurès" - Date de dernière mise à jour : 22 septembre 2024. | | | | | | | | |
| 3418  | Dernière actualisation : — | | | | | | | | |

### Lignes 3420 à 3429
| Ligne | Caractéristiques | Caractéristiques                                                                                                  | Caractéristiques                                                                                                  | Caractéristiques                                                                                                  | Caractéristiques                                                                                                  | Caractéristiques                                                                                                  | Caractéristiques                                                                                                  | Caractéristiques                                                                                                  | Caractéristiques                                                                                                  |
| 3420  | Soisy-sur-École — Route de Corbeil ⥋ Établissements scolaires de Fontainebleau ou d'Avon | Soisy-sur-École — Route de Corbeil ⥋ Établissements scolaires de Fontainebleau ou d'Avon                          | Soisy-sur-École — Route de Corbeil ⥋ Établissements scolaires de Fontainebleau ou d'Avon                          | Soisy-sur-École — Route de Corbeil ⥋ Établissements scolaires de Fontainebleau ou d'Avon                          | Soisy-sur-École — Route de Corbeil ⥋ Établissements scolaires de Fontainebleau ou d'Avon                          | Soisy-sur-École — Route de Corbeil ⥋ Établissements scolaires de Fontainebleau ou d'Avon                          | Soisy-sur-École — Route de Corbeil ⥋ Établissements scolaires de Fontainebleau ou d'Avon                          | Soisy-sur-École — Route de Corbeil ⥋ Établissements scolaires de Fontainebleau ou d'Avon                          | Soisy-sur-École — Route de Corbeil ⥋ Établissements scolaires de Fontainebleau ou d'Avon                          |
| ----- | --- | --- | --- | --- | --- | --- | --- | --- | --- |
| 3420  | Ouverture / Fermeture — / — | Longueur — | Durée 45-75 min                                                                                                   | Nb. d’arrêts 27                                                                                                   | Matériel — | Jours de fonctionnement L, Ma, Me, J, V, S                                                                        | Jour / Soir / Nuit / Fêtes O / N / N / N                                                                          | Voy. / an — | Dépôt — |
| 3420  | Desserte : - Villes et lieux desservis : Soisy-sur-École, Saint-Germain-sur-École, Cély, Fleury-en-Bière, Saint-Martin-en-Bière, Arbonne-la-Forêt, Fontainebleau et Avon - Gares desservies : Ponthierry - Pringy et Fontainebleau - Avon | | | | | | | | |
| 3420  | Autre : - Zone traversée : 5 - Arrêts non accessibles aux UFR : — - Amplitudes horaires : La ligne fonctionne en période scolaire du lundi au vendredi de 7 h à 9 h 20 puis de 16 h 40 à 18 h 50, excepté le mercredi, de 12 h 35 à 13 h 30 puis de 17 h 50 à 18 h 40 et le samedi de 7 h à 8 h 20 puis de 12 h 30 à 13 h 15. - Particularités : - Depuis et vers les villages, les courses peuvent avoir comme origine-destination : Lycée Uruguay, Lycée International, Collège Lucien Cezard ou Stade de la Faisanderie. - Quelques courses sont limitées au sens aller à Mairie de Cély et au sens retour, à Forêt. - Date de dernière mise à jour : 2 novembre 2020. | | | | | | | | |
| 3420  | Dernière actualisation : — | | | | | | | | |
| 3421  | Saint-Fargeau-Ponthierry ou Villiers-en-Bière — Centre Commercial ⥋ Avon ou Fontainebleau — Collège Lucien Cezard | Saint-Fargeau-Ponthierry ou Villiers-en-Bière — Centre Commercial ⥋ Avon ou Fontainebleau — Collège Lucien Cezard | Saint-Fargeau-Ponthierry ou Villiers-en-Bière — Centre Commercial ⥋ Avon ou Fontainebleau — Collège Lucien Cezard | Saint-Fargeau-Ponthierry ou Villiers-en-Bière — Centre Commercial ⥋ Avon ou Fontainebleau — Collège Lucien Cezard | Saint-Fargeau-Ponthierry ou Villiers-en-Bière — Centre Commercial ⥋ Avon ou Fontainebleau — Collège Lucien Cezard | Saint-Fargeau-Ponthierry ou Villiers-en-Bière — Centre Commercial ⥋ Avon ou Fontainebleau — Collège Lucien Cezard | Saint-Fargeau-Ponthierry ou Villiers-en-Bière — Centre Commercial ⥋ Avon ou Fontainebleau — Collège Lucien Cezard | Saint-Fargeau-Ponthierry ou Villiers-en-Bière — Centre Commercial ⥋ Avon ou Fontainebleau — Collège Lucien Cezard | Saint-Fargeau-Ponthierry ou Villiers-en-Bière — Centre Commercial ⥋ Avon ou Fontainebleau — Collège Lucien Cezard |
| 3421  | Ouverture / Fermeture — / — | Longueur — | Durée 40-80 min                                                                                                   | Nb. d’arrêts 35                                                                                                   | Matériel — | Jours de fonctionnement L, Ma, Me, J, V, S                                                                        | Jour / Soir / Nuit / Fêtes O / N / N / N                                                                          | Voy. / an — | Dépôt — |
| 3421  | Desserte : - Villes et lieux desservis : Saint-Fargeau-Ponthierry, Pringy, Villiers-en-Bière, Chailly-en-Bière, Barbizon, Fontainebleau et Avon - Gares desservies : Saint-Fargeau et Fontainebleau - Avon | | | | | | | | |
| 3421  | Autre : - Zone traversée : 5 - Arrêts non accessibles aux UFR : — - Amplitudes horaires : La ligne fonctionne du lundi au samedi de 6 h 50 à 19 h 50, avancé durant les vacances scolaires à 8 h 5. - Particularités : - À Avon, le terminus est à Jacques Durand et l'arrêt de départ à Les Bouleaux. - La majorité des courses ont pour origine-destination Centre Commercial. - Des courses observent la desserte du collège Lucien Cezard, ne desservent pas Avon et ont systématiquement pour origine-destination Baticop. - À Saint-Fargeau-Ponthierry, le terminus se fait à Puits Beau et le départ à École Fercot. - La seule course au départ du lycée Uruguay et en direction de Saint-Fargeau-Ponthierry ne dessert pas Barbizon. - Le service est complété par le Transport à la demande Perthes en Gâtinais. - Date de dernière mise à jour : 8 mai 2022. | | | | | | | | |
| 3421  | Dernière actualisation : — | | | | | | | | |
| 3423  | Saint-Fargeau-Ponthierry — Piscine ⥋ Gare de Fontainebleau - Avon | Saint-Fargeau-Ponthierry — Piscine ⥋ Gare de Fontainebleau - Avon                                                 | Saint-Fargeau-Ponthierry — Piscine ⥋ Gare de Fontainebleau - Avon                                                 | Saint-Fargeau-Ponthierry — Piscine ⥋ Gare de Fontainebleau - Avon                                                 | Saint-Fargeau-Ponthierry — Piscine ⥋ Gare de Fontainebleau - Avon                                                 | Saint-Fargeau-Ponthierry — Piscine ⥋ Gare de Fontainebleau - Avon                                                 | Saint-Fargeau-Ponthierry — Piscine ⥋ Gare de Fontainebleau - Avon                                                 | Saint-Fargeau-Ponthierry — Piscine ⥋ Gare de Fontainebleau - Avon                                                 | Saint-Fargeau-Ponthierry — Piscine ⥋ Gare de Fontainebleau - Avon                                                 |
| 3423  | Ouverture / Fermeture — / — | Longueur — | Durée 65-85 min                                                                                                   | Nb. d’arrêts 25                                                                                                   | Matériel — | Jours de fonctionnement L, Ma, Me, J, V, S                                                                        | Jour / Soir / Nuit / Fêtes O / N / N / N                                                                          | Voy. / an — | Dépôt — |
| 3423  | Desserte : - Villes et lieux desservis : Saint-Fargeau-Ponthierry, Saint-Sauveur-sur-École, Perthes, Chailly-en-Bière, Barbizon, Saint-Martin-en-Bière, Fontainebleau et Avon - Gares desservies : Fontainebleau - Avon | | | | | | | | |
| 3423  | Autre : - Zone traversée : 5 - Arrêts non accessibles aux UFR : — - Amplitudes horaires : La ligne fonctionne en période scolaire du lundi au samedi de 7 h 10 à 9 h 15, avancé le samedi à 8 h 20 puis, le mercredi et le samedi, de 12 h 40 à 14 h 5 et enfin, du lundi au vendredi 16 h 40 à 19 h 5, retardé à 17 h 50 le mercredi. - Date de dernière mise à jour : 2 novembre 2020. | | | | | | | | |
| 3423  | Dernière actualisation : — | | | | | | | | |
| 3424  | Macherin — Longues Raies ⥋ Gare de Melun | Macherin — Longues Raies ⥋ Gare de Melun                                                                          | Macherin — Longues Raies ⥋ Gare de Melun                                                                          | Macherin — Longues Raies ⥋ Gare de Melun                                                                          | Macherin — Longues Raies ⥋ Gare de Melun                                                                          | Macherin — Longues Raies ⥋ Gare de Melun                                                                          | Macherin — Longues Raies ⥋ Gare de Melun                                                                          | Macherin — Longues Raies ⥋ Gare de Melun                                                                          | Macherin — Longues Raies ⥋ Gare de Melun                                                                          |
| 3424  | Ouverture / Fermeture — / — | Longueur — | Durée 10 à 45 min                                                                                                 | Nb. d’arrêts 20                                                                                                   | Matériel — | Jours de fonctionnement L, Ma, Me, J, V, S                                                                        | Jour / Soir / Nuit / Fêtes O / N / N / N                                                                          | Voy. / an — | Dépôt — |
| 3424  | Desserte : - Villes et lieux desservis : Saint-Martin-en-Bière, Fleury-en-Bière, Cély, Saint-Germain-sur-École, Perthes, Dammarie-les-Lys et Melun - Gare desservie : Melun | | | | | | | | |
| 3424  | Autre : - Zone traversée : 5 - Arrêts non accessibles aux UFR : — - Amplitudes horaires : La ligne fonctionne : - toute l'année du lundi au vendredi de 5 h 50 à 9 h 5, puis de 16 h 40 à 20 h 25. - en période scolaire hormis l'amplitude précitée, le samedi de 7 h 5 à 7 h 50, le mercredi et le samedi de 11 h 15 à 13 h 45 et le lundi, le mardi, le jeudi et le vendredi dès 15 h 40. - Date de dernière mise à jour : 2 novembre 2020. | | | | | | | | |
| 3424  | Dernière actualisation : — | | | | | | | | |
| 3425  | Chailly-en-Bière — Faÿ ⥋ Perthes — Collège | Chailly-en-Bière — Faÿ ⥋ Perthes — Collège                                                                        | Chailly-en-Bière — Faÿ ⥋ Perthes — Collège                                                                        | Chailly-en-Bière — Faÿ ⥋ Perthes — Collège                                                                        | Chailly-en-Bière — Faÿ ⥋ Perthes — Collège                                                                        | Chailly-en-Bière — Faÿ ⥋ Perthes — Collège                                                                        | Chailly-en-Bière — Faÿ ⥋ Perthes — Collège                                                                        | Chailly-en-Bière — Faÿ ⥋ Perthes — Collège                                                                        | Chailly-en-Bière — Faÿ ⥋ Perthes — Collège                                                                        |
| 3425  | Ouverture / Fermeture — / — | Longueur — | Durée 35 min | Nb. d’arrêts 5 | Matériel — | Jours de fonctionnement L, Ma, Me, J, V                                                                           | Jour / Soir / Nuit / Fêtes O / N / N / N                                                                          | Voy. / an — | Dépôt — |
| 3425  | Desserte : - Villes et lieux desservis : Chailly-en-Bière et Perthes | | | | | | | | |
| 3425  | Autre : - Zone traversée : 5 - Arrêts non accessibles aux UFR : — - Amplitudes horaires : La ligne fonctionne du lundi au vendredi en période scolaire de 7 h 50 à 9 h 5 puis de 16 h 10 à 17 h 25, excepté le mercredi, de 11 h 30 à 12 h 50. - Date de dernière mise à jour : 3 novembre 2020. | | | | | | | | |
| 3425  | Dernière actualisation : — | | | | | | | | |
| 3426  | Saint-Martin-en-Bière — Longues Raies ⥋ Perthes — Collège | Saint-Martin-en-Bière — Longues Raies ⥋ Perthes — Collège                                                         | Saint-Martin-en-Bière — Longues Raies ⥋ Perthes — Collège                                                         | Saint-Martin-en-Bière — Longues Raies ⥋ Perthes — Collège                                                         | Saint-Martin-en-Bière — Longues Raies ⥋ Perthes — Collège                                                         | Saint-Martin-en-Bière — Longues Raies ⥋ Perthes — Collège                                                         | Saint-Martin-en-Bière — Longues Raies ⥋ Perthes — Collège                                                         | Saint-Martin-en-Bière — Longues Raies ⥋ Perthes — Collège                                                         | Saint-Martin-en-Bière — Longues Raies ⥋ Perthes — Collège                                                         |
| 3426  | Ouverture / Fermeture — / — | Longueur — | Durée 35 min | Nb. d’arrêts 21                                                                                                   | Matériel — | Jours de fonctionnement L, Ma, Me, J, V                                                                           | Jour / Soir / Nuit / Fêtes O / N / N / N                                                                          | Voy. / an — | Dépôt — |
| 3426  | Desserte : - Villes et lieux desservis : Saint-Martin-en-Bière, Fleury, Cély, Saint-Germain-sur-École et Perthes | | | | | | | | |
| 3426  | Autre : - Zone traversée : 5 - Arrêts non accessibles aux UFR : — - Amplitudes horaires : La ligne fonctionne du lundi au vendredi en période scolaire de 7 h 30 à 9 h 5 puis de 16 h 10 à 17 h 45, excepté le mercredi, de 11 h 40 à 13 h 15. - Particularités : La première course du matin ne dessert pas les arrêts La Planche et Monceau. - Date de dernière mise à jour : 3 novembre 2020. | | | | | | | | |
| 3426  | Dernière actualisation : — | | | | | | | | |
| 3427  | Saint-Sauveur-sur-École — Domaine de Montgermont ⥋ Perthes — Collège | Saint-Sauveur-sur-École — Domaine de Montgermont ⥋ Perthes — Collège                                              | Saint-Sauveur-sur-École — Domaine de Montgermont ⥋ Perthes — Collège                                              | Saint-Sauveur-sur-École — Domaine de Montgermont ⥋ Perthes — Collège                                              | Saint-Sauveur-sur-École — Domaine de Montgermont ⥋ Perthes — Collège                                              | Saint-Sauveur-sur-École — Domaine de Montgermont ⥋ Perthes — Collège                                              | Saint-Sauveur-sur-École — Domaine de Montgermont ⥋ Perthes — Collège                                              | Saint-Sauveur-sur-École — Domaine de Montgermont ⥋ Perthes — Collège                                              | Saint-Sauveur-sur-École — Domaine de Montgermont ⥋ Perthes — Collège                                              |
| 3427  | Ouverture / Fermeture — / — | Longueur — | Durée 15-25 min                                                                                                   | Nb. d’arrêts 8 | Matériel — | Jours de fonctionnement L, Ma, Me, J, V                                                                           | Jour / Soir / Nuit / Fêtes O / N / N / N                                                                          | Voy. / an — | Dépôt — |
| 3427  | Desserte : - Villes et lieux desservis : Saint-Sauveur-sur-École et Perthes | | | | | | | | |
| 3427  | Autre : - Zone traversée : 5 - Arrêts non accessibles aux UFR : — - Amplitudes horaires : La ligne fonctionne du lundi au vendredi en période scolaire de 7 h 40 à 9 h 5 puis de 16 h 10 à 17 h 25, excepté le mercredi, de 11 h 30 à 12 h 45. - Particularités : La dernière course du matin ne dessert pas les arrêts La Planche et Monceau. - Date de dernière mise à jour : 3 novembre 2020. | | | | | | | | |
| 3427  | Dernière actualisation : — | | | | | | | | |
| 3429  | Arbonne — Cornebiche ⥋ Gare de Melun | Arbonne — Cornebiche ⥋ Gare de Melun                                                                              | Arbonne — Cornebiche ⥋ Gare de Melun                                                                              | Arbonne — Cornebiche ⥋ Gare de Melun                                                                              | Arbonne — Cornebiche ⥋ Gare de Melun                                                                              | Arbonne — Cornebiche ⥋ Gare de Melun                                                                              | Arbonne — Cornebiche ⥋ Gare de Melun                                                                              | Arbonne — Cornebiche ⥋ Gare de Melun                                                                              | Arbonne — Cornebiche ⥋ Gare de Melun                                                                              |
| 3429  | Ouverture / Fermeture — / — | Longueur — | Durée 35-50 min                                                                                                   | Nb. d’arrêts 15                                                                                                   | Matériel — | Jours de fonctionnement L, Ma, Me, J, V, S                                                                        | Jour / Soir / Nuit / Fêtes O / N / N / N                                                                          | Voy. / an — | Dépôt — |
| 3429  | Desserte : - Villes et lieux desservis : Arbonne-la-Forêt, Barbizon, Saint-Martin-en-Bière, Fleury-en-Bière, Chailly-en-Bière, Dammarie-les-Lys et Melun - Gare desservie : Melun | | | | | | | | |
| 3429  | Autre : - Zone traversée : 5 - Arrêts non accessibles aux UFR : — - Amplitudes horaires : La ligne fonctionne : - du lundi au vendredi toute l'année de 5 h 55 à 9 h puis de 16 h 45 à 20 h 20, et le samedi de 6 h 25 à 7 h 45 puis de 18 h 20 à 19 h, - et en période scolaire, mis à part l'amplitude valable toute l'année, de 11 h 15 à 13 h, et le lundi, mardi, jeudi et vendredi dès 15 h 35. - Date de dernière mise à jour : 25 juin 2023. | | | | | | | | |
| 3429  | Dernière actualisation : — | | | | | | | | |

### Lignes 3430 à 3439
| Ligne | Caractéristiques | Caractéristiques                                                                                           | Caractéristiques                                                                                           | Caractéristiques                                                                                           | Caractéristiques                                                                                           | Caractéristiques                                                                                           | Caractéristiques                                                                                           | Caractéristiques                                                                                           | Caractéristiques                                                                                           |
| 3430  | Vernou-la-Celle-sur-Seine — Basse Roche / Marangis ⥋ Fontainebleau — Stade de la Faisandrie / François 1er | Vernou-la-Celle-sur-Seine — Basse Roche / Marangis ⥋ Fontainebleau — Stade de la Faisandrie / François 1er | Vernou-la-Celle-sur-Seine — Basse Roche / Marangis ⥋ Fontainebleau — Stade de la Faisandrie / François 1er | Vernou-la-Celle-sur-Seine — Basse Roche / Marangis ⥋ Fontainebleau — Stade de la Faisandrie / François 1er | Vernou-la-Celle-sur-Seine — Basse Roche / Marangis ⥋ Fontainebleau — Stade de la Faisandrie / François 1er | Vernou-la-Celle-sur-Seine — Basse Roche / Marangis ⥋ Fontainebleau — Stade de la Faisandrie / François 1er | Vernou-la-Celle-sur-Seine — Basse Roche / Marangis ⥋ Fontainebleau — Stade de la Faisandrie / François 1er | Vernou-la-Celle-sur-Seine — Basse Roche / Marangis ⥋ Fontainebleau — Stade de la Faisandrie / François 1er | Vernou-la-Celle-sur-Seine — Basse Roche / Marangis ⥋ Fontainebleau — Stade de la Faisandrie / François 1er |
| ----- | --- | --- | --- | --- | --- | --- | --- | --- | --- |
| 3430  | Ouverture / Fermeture 29 août 2016 / — | Longueur —                                                                                                 | Durée 15-70 min                                                                                            | Nb. d’arrêts 35                                                                                            | Matériel —                                                                                                 | Jours de fonctionnement L, Ma, Me, J, V, S                                                                 | Jour / Soir / Nuit / Fêtes O / N / N / N                                                                   | Voy. / an —                                                                                                | Dépôt Montereau-Fault-Yonne                                                                                |
| 3430  | Desserte : - Villes et lieux desservis : Vernou-la-Celle-sur-Seine, Saint-Mammès, Champagne-sur-Seine, Thomery, Avon, Fontainebleau - Gares desservies : Champagne-sur-Seine et Vernou-sur-Seine | | | | | | | | |
| 3430  | Autre : - Zone traversée : 5 - Arrêts non accessibles aux UFR : — - Amplitudes horaires : La ligne fonctionne en période scolaire du lundi au vendredi de 6 h 57 à 9 h 16 puis de 15 h 45 à 18 h 52 ou de 12 h 52 à 13 h 52 le mercredi uniquement, ainsi que le samedi de 7 h à 8 h puis de 12 h 30 à 13 h 27. - Terminus alternatifs: - Vernou-la-Celle-sur-Seine — Rue du Port - Saint-Mammès — Rue Grande - Saint-Mammès — Les Guettes - Champagne-sur-Seine — Gare - Champagne-sur-Seine — Collège F. Gregh - Thomery — Place Greffülhe - Thomery — By - Avon — Lycée Uruguay - Fontainebleau — Palais de Justice - Date de dernière mise à jour : 24 juin 2020. | | | | | | | | |
| 3430  | Dernière actualisation : — | | | | | | | | |
| 3431  | Villemer — Montméry ⥋ Moret-Loing-et-Orvanne — Collège Sisley | Villemer — Montméry ⥋ Moret-Loing-et-Orvanne — Collège Sisley                                              | Villemer — Montméry ⥋ Moret-Loing-et-Orvanne — Collège Sisley                                              | Villemer — Montméry ⥋ Moret-Loing-et-Orvanne — Collège Sisley                                              | Villemer — Montméry ⥋ Moret-Loing-et-Orvanne — Collège Sisley                                              | Villemer — Montméry ⥋ Moret-Loing-et-Orvanne — Collège Sisley                                              | Villemer — Montméry ⥋ Moret-Loing-et-Orvanne — Collège Sisley                                              | Villemer — Montméry ⥋ Moret-Loing-et-Orvanne — Collège Sisley                                              | Villemer — Montméry ⥋ Moret-Loing-et-Orvanne — Collège Sisley                                              |
| 3431  | Ouverture / Fermeture 29 août 2016 / — | Longueur —                                                                                                 | Durée 14-50 min                                                                                            | Nb. d’arrêts 27                                                                                            | Matériel —                                                                                                 | Jours de fonctionnement L, Ma, Me, J, V                                                                    | Jour / Soir / Nuit / Fêtes O / N / N / N                                                                   | Voy. / an —                                                                                                | Dépôt Nemours                                                                                              |
| 3431  | Desserte : - Villes et lieux desservis : Villemer, Dormelles, Villecerf, Moret-Loing-et-Orvanne | | | | | | | | |
| 3431  | Autre : - Zone traversée : 5 - Arrêts non accessibles aux UFR : — - Amplitudes horaires : La ligne fonctionne en période scolaire du lundi au vendredi de 7 h 10 à 9 h 4 puis de 15 h 55 à 17 h 28 ou de 12 h 20 à 12 h 57 le mercredi uniquement. - Terminus alternatifs: - Dormelles — Place Saint-Gervais - Villecerf - La Roche du Sault - Villemer — Rebours - Moret-Loing-et-Orvanne — Carrefour Cateline - Date de dernière mise à jour : 24 juin 2020. | | | | | | | | |
| 3431  | Dernière actualisation : — | | | | | | | | |
| 3432  | Villemer — Montméry ⥋ Fontainebleau — Stade de la Faisanderie / François 1er | Villemer — Montméry ⥋ Fontainebleau — Stade de la Faisanderie / François 1er                               | Villemer — Montméry ⥋ Fontainebleau — Stade de la Faisanderie / François 1er                               | Villemer — Montméry ⥋ Fontainebleau — Stade de la Faisanderie / François 1er                               | Villemer — Montméry ⥋ Fontainebleau — Stade de la Faisanderie / François 1er                               | Villemer — Montméry ⥋ Fontainebleau — Stade de la Faisanderie / François 1er                               | Villemer — Montméry ⥋ Fontainebleau — Stade de la Faisanderie / François 1er                               | Villemer — Montméry ⥋ Fontainebleau — Stade de la Faisanderie / François 1er                               | Villemer — Montméry ⥋ Fontainebleau — Stade de la Faisanderie / François 1er                               |
| 3432  | Ouverture / Fermeture 29 août 2016 / — | Longueur —                                                                                                 | Durée 10-77 min                                                                                            | Nb. d’arrêts 39                                                                                            | Matériel —                                                                                                 | Jours de fonctionnement L, Ma, Me, J, V, S                                                                 | Jour / Soir / Nuit / Fêtes O / N / N / N                                                                   | Voy. / an —                                                                                                | Dépôt Nemours                                                                                              |
| 3432  | Desserte : - Villes et lieux desservis : Villemer, Villemaréchal, Dormelles, Ville-Saint-Jacques, Villecerf, Moret-Loing-et-Orvanne, Avon, Fontainebleau | | | | | | | | |
| 3432  | Autre : - Zone traversée : 5 - Arrêts non accessibles aux UFR : — - Amplitudes horaires : La ligne fonctionne en période scolaire du lundi au vendredi de 6 h 55 à 9 h 15 puis de 16 h 55 à 18 h 55 ou de 12 h 35 à 13 h 49 le mercredi uniquement, ainsi que le samedi de 6 h 43 à 7 h 35 puis de 13 h 5 à 13 h 50. - Terminus alternatifs: - Villemaréchal — Mairie - Ville-Saint-Jacques — Mairie - Moret-Loing-et-Orvanne — Villette - Moret-Loing-et-Orvanne — Charmois - Moret-Loing-et-Orvanne — Division Leclerc - Moret-Loing-et-Orvanne — Collège Sisley - Moret-Loing-et-Orvanne — Champ de Mars - Avon — Lycée Uruguay - Date de dernière mise à jour : 24 juin 2020. | | | | | | | | |
| 3432  | Dernière actualisation : — | | | | | | | | |
| 3433  | Moret-Loing-et-Orvanne — Gare ⥋ Champagne-sur-Seine — Gare | Moret-Loing-et-Orvanne — Gare ⥋ Champagne-sur-Seine — Gare                                                 | Moret-Loing-et-Orvanne — Gare ⥋ Champagne-sur-Seine — Gare                                                 | Moret-Loing-et-Orvanne — Gare ⥋ Champagne-sur-Seine — Gare                                                 | Moret-Loing-et-Orvanne — Gare ⥋ Champagne-sur-Seine — Gare                                                 | Moret-Loing-et-Orvanne — Gare ⥋ Champagne-sur-Seine — Gare                                                 | Moret-Loing-et-Orvanne — Gare ⥋ Champagne-sur-Seine — Gare                                                 | Moret-Loing-et-Orvanne — Gare ⥋ Champagne-sur-Seine — Gare                                                 | Moret-Loing-et-Orvanne — Gare ⥋ Champagne-sur-Seine — Gare                                                 |
| 3433  | Ouverture / Fermeture 29 août 2016 / — | Longueur —                                                                                                 | Durée 30-35 min                                                                                            | Nb. d’arrêts 18                                                                                            | Matériel —                                                                                                 | Jours de fonctionnement L, Ma, Me, J, V, S                                                                 | Jour / Soir / Nuit / Fêtes O / N / N / N                                                                   | Voy. / an —                                                                                                | Dépôt Montereau-Fault-Yonne                                                                                |
| 3433  | Desserte : - Villes et lieux desservis : Moret-Loing-et-Orvanne, Saint-Mammès, Champagne-sur-Seine - Gares desservies : Moret-Veneux-les-Sablons, Champagne-sur-Seine | | | | | | | | |
| 3433  | Autre : - Zone traversée : 5 - Arrêts non accessibles aux UFR : — - Amplitudes horaires : La ligne fonctionne du lundi au vendredi de 5 h 28 à 20 h 32 et le samedi de 8 h 0 à 18 h 57. - Particularités : Les arrêts Collège Fernand-Gregh et Champ de Mars sont desservis du lundi au vendredi en période scolaire aux heures d'entrée et de sortie des établissements scolaires. - Date de dernière mise à jour : 24 juin 2020. | | | | | | | | |
| 3433  | Dernière actualisation : — | | | | | | | | |
| 3434  | Moret-Loing-et-Orvanne — Collège Sisley ⥋ Place du 11 Novembre / Saint-Mammès — Rue des Trop Chères | Moret-Loing-et-Orvanne — Collège Sisley ⥋ Place du 11 Novembre / Saint-Mammès — Rue des Trop Chères        | Moret-Loing-et-Orvanne — Collège Sisley ⥋ Place du 11 Novembre / Saint-Mammès — Rue des Trop Chères        | Moret-Loing-et-Orvanne — Collège Sisley ⥋ Place du 11 Novembre / Saint-Mammès — Rue des Trop Chères        | Moret-Loing-et-Orvanne — Collège Sisley ⥋ Place du 11 Novembre / Saint-Mammès — Rue des Trop Chères        | Moret-Loing-et-Orvanne — Collège Sisley ⥋ Place du 11 Novembre / Saint-Mammès — Rue des Trop Chères        | Moret-Loing-et-Orvanne — Collège Sisley ⥋ Place du 11 Novembre / Saint-Mammès — Rue des Trop Chères        | Moret-Loing-et-Orvanne — Collège Sisley ⥋ Place du 11 Novembre / Saint-Mammès — Rue des Trop Chères        | Moret-Loing-et-Orvanne — Collège Sisley ⥋ Place du 11 Novembre / Saint-Mammès — Rue des Trop Chères        |
| 3434  | Ouverture / Fermeture 29 août 2016 / — | Longueur —                                                                                                 | Durée 17-39 min                                                                                            | Nb. d’arrêts 15                                                                                            | Matériel —                                                                                                 | Jours de fonctionnement L, Ma, Me, J, V                                                                    | Jour / Soir / Nuit / Fêtes O / N / N / N                                                                   | Voy. / an —                                                                                                | Dépôt Montereau-Fault-Yonne                                                                                |
| 3434  | Desserte : - Villes et lieux desservis : Moret-Loing-et-Orvanne, Saint-Mammès | | | | | | | | |
| 3434  | Autre : - Zone traversée : 5 - Arrêts non accessibles aux UFR : — - Amplitudes horaires : La ligne fonctionne du lundi au vendredi en période scolaire de 7 h 33 à 8 h 56 puis de 15 h 55 à 17 h 25 ou de 12 h 20 à 12 h 56 le mercredi uniquement. - Terminus alternatifs: - Moret-Loing-et-Orvanne — Cité Montezin - Moret-Loing-et-Orvanne — Route de Bourgogne - Date de dernière mise à jour : 24 juin 2020. | | | | | | | | |
| 3434  | Dernière actualisation : — | | | | | | | | |
| 3435  | Moret-Loing-et-Orvanne — Cité Montezin / Route de Bourgogne ⥋ Gare | Moret-Loing-et-Orvanne — Cité Montezin / Route de Bourgogne ⥋ Gare                                         | Moret-Loing-et-Orvanne — Cité Montezin / Route de Bourgogne ⥋ Gare                                         | Moret-Loing-et-Orvanne — Cité Montezin / Route de Bourgogne ⥋ Gare                                         | Moret-Loing-et-Orvanne — Cité Montezin / Route de Bourgogne ⥋ Gare                                         | Moret-Loing-et-Orvanne — Cité Montezin / Route de Bourgogne ⥋ Gare                                         | Moret-Loing-et-Orvanne — Cité Montezin / Route de Bourgogne ⥋ Gare                                         | Moret-Loing-et-Orvanne — Cité Montezin / Route de Bourgogne ⥋ Gare                                         | Moret-Loing-et-Orvanne — Cité Montezin / Route de Bourgogne ⥋ Gare                                         |
| 3435  | Ouverture / Fermeture 29 août 2016 / — | Longueur —                                                                                                 | Durée 8-10 min                                                                                             | Nb. d’arrêts 6                                                                                             | Matériel —                                                                                                 | Jours de fonctionnement L, Ma, Me, J, V                                                                    | Jour / Soir / Nuit / Fêtes O / N / N / N                                                                   | Voy. / an —                                                                                                | Dépôt Montereau-Fault-Yonne                                                                                |
| 3435  | Desserte : - Ville et lieux desservis : Moret-Loing-et-Orvanne - Gare desservie : Moret-Veneux-les-Sablons | | | | | | | | |
| 3435  | Autre : - Zone traversée : 5 - Arrêts non accessibles aux UFR : — - Amplitudes horaires : La ligne fonctionne du lundi au vendredi de 6 h 6 à 7 h 16 puis de 18 h 12 à 19 h 38. - Date de dernière mise à jour : 24 juin 2020. | | | | | | | | |
| 3435  | Dernière actualisation : — | | | | | | | | |
| 3436  | Villecerf — La Roche du Sault ⥋ Champagne-sur-Seine — Collège F. Gregh | Villecerf — La Roche du Sault ⥋ Champagne-sur-Seine — Collège F. Gregh                                     | Villecerf — La Roche du Sault ⥋ Champagne-sur-Seine — Collège F. Gregh                                     | Villecerf — La Roche du Sault ⥋ Champagne-sur-Seine — Collège F. Gregh                                     | Villecerf — La Roche du Sault ⥋ Champagne-sur-Seine — Collège F. Gregh                                     | Villecerf — La Roche du Sault ⥋ Champagne-sur-Seine — Collège F. Gregh                                     | Villecerf — La Roche du Sault ⥋ Champagne-sur-Seine — Collège F. Gregh                                     | Villecerf — La Roche du Sault ⥋ Champagne-sur-Seine — Collège F. Gregh                                     | Villecerf — La Roche du Sault ⥋ Champagne-sur-Seine — Collège F. Gregh                                     |
| 3436  | Ouverture / Fermeture 29 août 2016 / — | Longueur —                                                                                                 | Durée 16-52 min                                                                                            | Nb. d’arrêts 32                                                                                            | Matériel —                                                                                                 | Jours de fonctionnement L, Ma, Me, J, V                                                                    | Jour / Soir / Nuit / Fêtes O / N / N / N                                                                   | Voy. / an —                                                                                                | Dépôt Montereau-Fault-Yonne                                                                                |
| 3436  | Desserte : - Villes et lieux desservis : Villecerf, Villemer, Moret-Loing-et-Orvanne, Saint-Mammès, Champagne-sur-Seine, Thomery - Gare desservie : Champagne-sur-Seine | | | | | | | | |
| 3436  | Autre : - Zone traversée : 5 - Arrêts non accessibles aux UFR : — - Amplitudes horaires : La ligne fonctionne du lundi au vendredi en période scolaire de 6 h 56 à 8 h 51 puis de 16 h 50 à 18 h 36 ou de 12 h 20 à 13 h 11 le mercredi uniquement. - Terminus alternatifs: - Saint-Mammès — Rue des Trop Chères - Moret-Loing-et-Orvanne — Collège Sisley - Moret-Loing-et-Orvanne — Champ de Mars - Champagne-sur-Seine — Gare - Date de dernière mise à jour : 24 juin 2020. | | | | | | | | |
| 3436  | Dernière actualisation : — | | | | | | | | |
| 3437  | Villemer — École ⥋ Moret-Loing-et-Orvanne — Gare | Villemer — École ⥋ Moret-Loing-et-Orvanne — Gare                                                           | Villemer — École ⥋ Moret-Loing-et-Orvanne — Gare                                                           | Villemer — École ⥋ Moret-Loing-et-Orvanne — Gare                                                           | Villemer — École ⥋ Moret-Loing-et-Orvanne — Gare                                                           | Villemer — École ⥋ Moret-Loing-et-Orvanne — Gare                                                           | Villemer — École ⥋ Moret-Loing-et-Orvanne — Gare                                                           | Villemer — École ⥋ Moret-Loing-et-Orvanne — Gare                                                           | Villemer — École ⥋ Moret-Loing-et-Orvanne — Gare                                                           |
| 3437  | Ouverture / Fermeture 29 août 2016 / — | Longueur —                                                                                                 | Durée 16-29 min                                                                                            | Nb. d’arrêts 16                                                                                            | Matériel —                                                                                                 | Jours de fonctionnement L, Ma, Me, J, V                                                                    | Jour / Soir / Nuit / Fêtes O / N / N / N                                                                   | Voy. / an —                                                                                                | Dépôt Nemours                                                                                              |
| 3437  | Desserte : - Villes et lieux desservis : Villemer, Moret-Loing-et-Orvanne - Gare desservie : Moret-Veneux-les-Sablons | | | | | | | | |
| 3437  | Autre : - Zone traversée : 5 - Arrêts non accessibles aux UFR : — - Amplitudes horaires : La ligne fonctionne du lundi au vendredi de 5 h 29 à 9 h 54 puis de 16 h 38 à 21 h 9. - Terminus alternatif: - Moret-Loing-et-Orvanne — Villette - Date de dernière mise à jour : 24 juin 2020. | | | | | | | | |
| 3437  | Dernière actualisation : — | | | | | | | | |
| 3438  | Montereau-Fault-Yonne — Gare ⥋ Fontainebleau — Cour des Adieux | Montereau-Fault-Yonne — Gare ⥋ Fontainebleau — Cour des Adieux                                             | Montereau-Fault-Yonne — Gare ⥋ Fontainebleau — Cour des Adieux                                             | Montereau-Fault-Yonne — Gare ⥋ Fontainebleau — Cour des Adieux                                             | Montereau-Fault-Yonne — Gare ⥋ Fontainebleau — Cour des Adieux                                             | Montereau-Fault-Yonne — Gare ⥋ Fontainebleau — Cour des Adieux                                             | Montereau-Fault-Yonne — Gare ⥋ Fontainebleau — Cour des Adieux                                             | Montereau-Fault-Yonne — Gare ⥋ Fontainebleau — Cour des Adieux                                             | Montereau-Fault-Yonne — Gare ⥋ Fontainebleau — Cour des Adieux                                             |
| 3438  | Ouverture / Fermeture 29 août 2016 / — | Longueur —                                                                                                 | Durée 25-60 min                                                                                            | Nb. d’arrêts 21                                                                                            | Matériel —                                                                                                 | Jours de fonctionnement L, Ma, Me, J, V, S                                                                 | Jour / Soir / Nuit / Fêtes O / N / N / N                                                                   | Voy. / an —                                                                                                | Dépôt Montereau-Fault-Yonne                                                                                |
| 3438  | Desserte : - Villes et lieux desservis : Fontainebleau, Veneux-les-Sablons, Moret Loing et Orvanne, Varennes-sur-Seine et Montereau-Fault-Yonne - Gare desservie : Montereau | | | | | | | | |
| 3438  | Autre : - Zone traversée : 5 - Arrêts non accessibles aux UFR : — - Amplitudes horaires : La ligne fonctionne : - du lundi au vendredi de 5 h 55 à 20 h 42 ; - le samedi en période scolaire de 7 h 18 à 19 h 43 ; - le samedi en période de vacances scolaires de 8 h 10 à 19 h 43. - Particularités : - L'arrêt Centre commercial du Bréau est desservi à certaines heures ; - Les arrêts François 1er, Stade de la Faisanderie, Champ de Mars et Lycée Professionnel Gustave-Eiffel sont desservis en période scolaire aux heures d'entrée et de sortie des établissements. - Terminus alternatifs: - Varennes-sur-Seine — Lycée Gustave Eiffel - Moret-Loing-et-Orvanne — EDF Lab - Les Renardières - Moret-Loing-et-Orvanne — ZAC Les Renardières - Moret-Loing-et-Orvanne — Champ de Mars - Fontainebleau — Stade de la Faisandrie - Fontainebleau — François 1er - Date de dernière mise à jour : 24 juin 2020. | | | | | | | | |
| 3438  | Dernière actualisation : — | | | | | | | | |
| 3439  | Vernou-la-Celle-sur-Seine — Marangis ⥋ Avon — Gare | Vernou-la-Celle-sur-Seine — Marangis ⥋ Avon — Gare                                                         | Vernou-la-Celle-sur-Seine — Marangis ⥋ Avon — Gare                                                         | Vernou-la-Celle-sur-Seine — Marangis ⥋ Avon — Gare                                                         | Vernou-la-Celle-sur-Seine — Marangis ⥋ Avon — Gare                                                         | Vernou-la-Celle-sur-Seine — Marangis ⥋ Avon — Gare                                                         | Vernou-la-Celle-sur-Seine — Marangis ⥋ Avon — Gare                                                         | Vernou-la-Celle-sur-Seine — Marangis ⥋ Avon — Gare                                                         | Vernou-la-Celle-sur-Seine — Marangis ⥋ Avon — Gare                                                         |
| 3439  | Ouverture / Fermeture 29 août 2016 / — | Longueur —                                                                                                 | Durée 25-45 min                                                                                            | Nb. d’arrêts 19                                                                                            | Matériel —                                                                                                 | Jours de fonctionnement L, Ma, Me, J, V, S                                                                 | Jour / Soir / Nuit / Fêtes O / N / N / N                                                                   | Voy. / an —                                                                                                | Dépôt Vulaines-sur-Seine                                                                                   |
| 3439  | Desserte : - Villes et lieux desservis : Vernou-la-Celle-sur-Seine, Champagne-sur-Seine, Thomery, Avon - Gares desservies : Fontainebleau-Avon, Champagne-sur-Seine | | | | | | | | |
| 3439  | Autre : - Zone traversée : 5 - Arrêts non accessibles aux UFR : — - Amplitudes horaires : La ligne fonctionne du lundi au vendredi de 5 h 13 à 20 h 33 et le samedi de 7 h 12 à 19 h 43. - Terminus alternatif: - Champagne-sur-Seine — Frédéric Mistral - Date de dernière mise à jour : 24 juin 2020. | | | | | | | | |
| 3439  | Dernière actualisation : — | | | | | | | | |

### Lignes 3440 à 3449
| Ligne | Caractéristiques | Caractéristiques                                                                          | Caractéristiques                                                                          | Caractéristiques                                                                          | Caractéristiques                                                                          | Caractéristiques                                                                          | Caractéristiques                                                                          | Caractéristiques                                                                          | Caractéristiques                                                                          |
| 3440  | (Circulaire) Gare de Bois-le-Roi ⥋ via rue Carnot et rue de la Pesche | (Circulaire) Gare de Bois-le-Roi ⥋ via rue Carnot et rue de la Pesche                     | (Circulaire) Gare de Bois-le-Roi ⥋ via rue Carnot et rue de la Pesche                     | (Circulaire) Gare de Bois-le-Roi ⥋ via rue Carnot et rue de la Pesche                     | (Circulaire) Gare de Bois-le-Roi ⥋ via rue Carnot et rue de la Pesche                     | (Circulaire) Gare de Bois-le-Roi ⥋ via rue Carnot et rue de la Pesche                     | (Circulaire) Gare de Bois-le-Roi ⥋ via rue Carnot et rue de la Pesche                     | (Circulaire) Gare de Bois-le-Roi ⥋ via rue Carnot et rue de la Pesche                     | (Circulaire) Gare de Bois-le-Roi ⥋ via rue Carnot et rue de la Pesche                     |
| ----- | --- | ----------------------------------------------------------------------------------------- | ----------------------------------------------------------------------------------------- | ----------------------------------------------------------------------------------------- | ----------------------------------------------------------------------------------------- | ----------------------------------------------------------------------------------------- | ----------------------------------------------------------------------------------------- | ----------------------------------------------------------------------------------------- | ----------------------------------------------------------------------------------------- |
| 3440  | Ouverture / Fermeture 11 mars 2019 / — | Longueur —                                                                                | Durée 15 min                                                                              | Nb. d’arrêts 7                                                                            | Matériel —                                                                                | Jours de fonctionnement L, Ma, Me, J, V                                                   | Jour / Soir / Nuit / Fêtes O / N / N / N                                                  | Voy. / an —                                                                               | Dépôt —                                                                                   |
| 3440  | Desserte : - Ville et lieux desservis : Bois-le-Roi - Gare desservie : Bois-le-Roi |                                                                                           |                                                                                           |                                                                                           |                                                                                           |                                                                                           |                                                                                           |                                                                                           |                                                                                           |
| 3440  | Autre : - Zone traversée : 5 - Arrêts non accessibles aux UFR : — - Amplitudes horaires : La ligne fonctionne du lundi au vendredi de 6 h 5 à 8 h 15 puis de 18 h 0 à 20 h 10. - Date de dernière mise à jour : 24 mai 2025. |                                                                                           |                                                                                           |                                                                                           |                                                                                           |                                                                                           |                                                                                           |                                                                                           |                                                                                           |
| 3440  | Dernière actualisation : — |                                                                                           |                                                                                           |                                                                                           |                                                                                           |                                                                                           |                                                                                           |                                                                                           |                                                                                           |
| 3441  | Melun — Place des Trois Horloges ou Despatys ⥋ Montereau-Fault-Yonne — Avenue de Surville | Melun — Place des Trois Horloges ou Despatys ⥋ Montereau-Fault-Yonne — Avenue de Surville | Melun — Place des Trois Horloges ou Despatys ⥋ Montereau-Fault-Yonne — Avenue de Surville | Melun — Place des Trois Horloges ou Despatys ⥋ Montereau-Fault-Yonne — Avenue de Surville | Melun — Place des Trois Horloges ou Despatys ⥋ Montereau-Fault-Yonne — Avenue de Surville | Melun — Place des Trois Horloges ou Despatys ⥋ Montereau-Fault-Yonne — Avenue de Surville | Melun — Place des Trois Horloges ou Despatys ⥋ Montereau-Fault-Yonne — Avenue de Surville | Melun — Place des Trois Horloges ou Despatys ⥋ Montereau-Fault-Yonne — Avenue de Surville | Melun — Place des Trois Horloges ou Despatys ⥋ Montereau-Fault-Yonne — Avenue de Surville |
| 3441  | Ouverture / Fermeture — / — | Longueur —                                                                                | Durée 45-75 min                                                                           | Nb. d’arrêts 40                                                                           | Matériel —                                                                                | Jours de fonctionnement L, Ma, Me, J, V, S                                                | Jour / Soir / Nuit / Fêtes O / N / N / N                                                  | Voy. / an —                                                                               | Dépôt —                                                                                   |
| 3441  | Desserte : - Villes et lieux desservis : Melun, Voisenon, Vaux-le-Pénil, Livry-sur-Seine, Chartrettes, Fontaine-le-Port, Sivry-Courtry, Le Châtelet-en-Brie, Les Écrennes, Féricy, Machault, Pamfou, Valence-en-Brie et Montereau-Fault-Yonne - Gares desservies : Fontaine-le-Port et Montereau |                                                                                           |                                                                                           |                                                                                           |                                                                                           |                                                                                           |                                                                                           |                                                                                           |                                                                                           |
| 3441  | Autre : - Zone traversée : 5 - Arrêts non accessibles aux UFR : — - Amplitudes horaires : La ligne fonctionne en période scolaire du lundi au vendredi de 6 h 45 à 8 h 55 puis de 15 h 40 à 18 h 45, excepté le mercredi, de 11 h 25 à 13 h 35 et le samedi de 6 h 55 à 7 h 50 puis de 12 h 40 à 13 h 30. - Particularités : - Trois Horloges est le terminus du matin dans le sens aller, et les départs se font à Despatys dans le sens retour. Les courses concernés sont limités à Valence-en-Brie. Un seul aller-retour du lundi au vendredi est prolongé jusqu'à Montereau. - Un autre aller-retour observe la desserte du collège Nazareth à Voisenon sans marquer l'arrêt à Trois Horloges et a pour origine-destination Machault. - Date de dernière mise à jour : 2 novembre 2020. |                                                                                           |                                                                                           |                                                                                           |                                                                                           |                                                                                           |                                                                                           |                                                                                           |                                                                                           |
| 3441  | Dernière actualisation : — |                                                                                           |                                                                                           |                                                                                           |                                                                                           |                                                                                           |                                                                                           |                                                                                           |                                                                                           |
| 3442  | Le Châtelet-en-Brie — Centre Commercial ⥋ Champagne-sur-Seine — Collège Fernand Gregh | Le Châtelet-en-Brie — Centre Commercial ⥋ Champagne-sur-Seine — Collège Fernand Gregh     | Le Châtelet-en-Brie — Centre Commercial ⥋ Champagne-sur-Seine — Collège Fernand Gregh     | Le Châtelet-en-Brie — Centre Commercial ⥋ Champagne-sur-Seine — Collège Fernand Gregh     | Le Châtelet-en-Brie — Centre Commercial ⥋ Champagne-sur-Seine — Collège Fernand Gregh     | Le Châtelet-en-Brie — Centre Commercial ⥋ Champagne-sur-Seine — Collège Fernand Gregh     | Le Châtelet-en-Brie — Centre Commercial ⥋ Champagne-sur-Seine — Collège Fernand Gregh     | Le Châtelet-en-Brie — Centre Commercial ⥋ Champagne-sur-Seine — Collège Fernand Gregh     | Le Châtelet-en-Brie — Centre Commercial ⥋ Champagne-sur-Seine — Collège Fernand Gregh     |
| 3442  | Ouverture / Fermeture — / — | Longueur —                                                                                | Durée 50-55 min                                                                           | Nb. d’arrêts 16                                                                           | Matériel —                                                                                | Jours de fonctionnement L, Ma, Me, J, V                                                   | Jour / Soir / Nuit / Fêtes O / N / N / N                                                  | Voy. / an —                                                                               | Dépôt —                                                                                   |
| 3442  | Desserte : - Villes et lieux desservis : Le Châtelet-en-Brie, Les Écrennes, Pamfou, Machault, Féricy, Héricy et Champagne-sur-Seine - Gare desservie : Champagne-sur-Seine |                                                                                           |                                                                                           |                                                                                           |                                                                                           |                                                                                           |                                                                                           |                                                                                           |                                                                                           |
| 3442  | Autre : - Zone traversée : 5 - Arrêts non accessibles aux UFR : — - Amplitudes horaires : La ligne fonctionne en période scolaire le lundi, le mardi, le jeudi et le vendredi de 6 h 50 à 9 h 10 puis de 16 h 55 à 18 h 45, le mercredi de 6 h 50 à 7 h 40 puis de 12 h 30 à 13 h 20 et enfin de 18 h à 18 h 45. - Date de dernière mise à jour : 2 novembre 2020. |                                                                                           |                                                                                           |                                                                                           |                                                                                           |                                                                                           |                                                                                           |                                                                                           |                                                                                           |
| 3442  | Dernière actualisation : — |                                                                                           |                                                                                           |                                                                                           |                                                                                           |                                                                                           |                                                                                           |                                                                                           |                                                                                           |
| 3443  | Sivry — D605 ⥋ Fontainebleau — Place de l'Étape ou François 1er | Sivry — D605 ⥋ Fontainebleau — Place de l'Étape ou François 1er                           | Sivry — D605 ⥋ Fontainebleau — Place de l'Étape ou François 1er                           | Sivry — D605 ⥋ Fontainebleau — Place de l'Étape ou François 1er                           | Sivry — D605 ⥋ Fontainebleau — Place de l'Étape ou François 1er                           | Sivry — D605 ⥋ Fontainebleau — Place de l'Étape ou François 1er                           | Sivry — D605 ⥋ Fontainebleau — Place de l'Étape ou François 1er                           | Sivry — D605 ⥋ Fontainebleau — Place de l'Étape ou François 1er                           | Sivry — D605 ⥋ Fontainebleau — Place de l'Étape ou François 1er                           |
| 3443  | Ouverture / Fermeture — / — | Longueur —                                                                                | Durée 15-65 min                                                                           | Nb. d’arrêts 16                                                                           | Matériel —                                                                                | Jours de fonctionnement L, Ma, Me, J, V, S                                                | Jour / Soir / Nuit / Fêtes O / N / N / N                                                  | Voy. / an —                                                                               | Dépôt —                                                                                   |
| 3443  | Desserte : - Villes et lieux desservis : Sivry-Courtry, Le Châtelet-en-Brie, Fontaine-le-Port, Vulaines-sur-Seine, Samois-sur-Seine, Avon et Fontainebleau |                                                                                           |                                                                                           |                                                                                           |                                                                                           |                                                                                           |                                                                                           |                                                                                           |                                                                                           |
| 3443  | Autre : - Zone traversée : 5 - Arrêts non accessibles aux UFR : — - Amplitudes horaires : La ligne fonctionne en période scolaire du lundi au vendredi de 7 h 30 à 9 h 20, avancé à 9 h le mercredi, puis de 16 h 10 à 18 h 45, excepté le mercredi, de 12 h 30 à 13 h 25 puis de 17 h 40 à 18 h 45 et le samedi de 7 h 35 à 8 h 10 puis de 12 h 35 à 13 h 10. - Particularités : - Le terminus se fait à Place de l'Étape et le départ à la gare routière François 1er. - Le samedi, les villes de Sivry-Courtry, Avon et Vulaines ne sont pas desservies. Dans Fontainebleau, les arrêts Stade de la Faisanderie et Place de l'Étape ne sont pas observés. - Deux allers-retours, réduit à un aller le mercredi, ont pour origine-destination Centre Commercial. - Date de dernière mise à jour : 2 octobre 2020. |                                                                                           |                                                                                           |                                                                                           |                                                                                           |                                                                                           |                                                                                           |                                                                                           |                                                                                           |
| 3443  | Dernière actualisation : — |                                                                                           |                                                                                           |                                                                                           |                                                                                           |                                                                                           |                                                                                           |                                                                                           |                                                                                           |
| 3444  | Gare de Bois-le-Roi ⥋ Le Châtelet-en-Brie — Hôtel de Ville | Gare de Bois-le-Roi ⥋ Le Châtelet-en-Brie — Hôtel de Ville                                | Gare de Bois-le-Roi ⥋ Le Châtelet-en-Brie — Hôtel de Ville                                | Gare de Bois-le-Roi ⥋ Le Châtelet-en-Brie — Hôtel de Ville                                | Gare de Bois-le-Roi ⥋ Le Châtelet-en-Brie — Hôtel de Ville                                | Gare de Bois-le-Roi ⥋ Le Châtelet-en-Brie — Hôtel de Ville                                | Gare de Bois-le-Roi ⥋ Le Châtelet-en-Brie — Hôtel de Ville                                | Gare de Bois-le-Roi ⥋ Le Châtelet-en-Brie — Hôtel de Ville                                | Gare de Bois-le-Roi ⥋ Le Châtelet-en-Brie — Hôtel de Ville                                |
| 3444  | Ouverture / Fermeture — / — | Longueur —                                                                                | Durée 20-30 min                                                                           | Nb. d’arrêts 20                                                                           | Matériel —                                                                                | Jours de fonctionnement L, Ma, Me, J, V                                                   | Jour / Soir / Nuit / Fêtes O / N / N / N                                                  | Voy. / an —                                                                               | Dépôt —                                                                                   |
| 3444  | Desserte : - Villes et lieux desservis : Bois-le-Roi, Chartrettes, Fontaine-le-Port et Le Châtelet-en-Brie - Gares desservies : Fontaine-le-Port, Chartrettes et Bois-le-Roi |                                                                                           |                                                                                           |                                                                                           |                                                                                           |                                                                                           |                                                                                           |                                                                                           |                                                                                           |
| 3444  | Autre : - Zone traversée : 5 - Arrêts non accessibles aux UFR : — - Amplitudes horaires : La ligne fonctionne du lundi au vendredi de 6 h 20 à 9 h 10 puis de 16 h 25 à 20 h 45. - Particularités : Il existe de nombreux services circulaires au départ de la gare de Bois-le-Roi via Chartrettes. - Date de dernière mise à jour : 14 avril 2019. |                                                                                           |                                                                                           |                                                                                           |                                                                                           |                                                                                           |                                                                                           |                                                                                           |                                                                                           |
| 3444  | Dernière actualisation : — |                                                                                           |                                                                                           |                                                                                           |                                                                                           |                                                                                           |                                                                                           |                                                                                           |                                                                                           |
| 3445  | Fontaine-le-Port ou Chartrettes ⥋ Fontainebleau — Stade de la Faisanderie ou François 1er | Fontaine-le-Port ou Chartrettes ⥋ Fontainebleau — Stade de la Faisanderie ou François 1er | Fontaine-le-Port ou Chartrettes ⥋ Fontainebleau — Stade de la Faisanderie ou François 1er | Fontaine-le-Port ou Chartrettes ⥋ Fontainebleau — Stade de la Faisanderie ou François 1er | Fontaine-le-Port ou Chartrettes ⥋ Fontainebleau — Stade de la Faisanderie ou François 1er | Fontaine-le-Port ou Chartrettes ⥋ Fontainebleau — Stade de la Faisanderie ou François 1er | Fontaine-le-Port ou Chartrettes ⥋ Fontainebleau — Stade de la Faisanderie ou François 1er | Fontaine-le-Port ou Chartrettes ⥋ Fontainebleau — Stade de la Faisanderie ou François 1er | Fontaine-le-Port ou Chartrettes ⥋ Fontainebleau — Stade de la Faisanderie ou François 1er |
| 3445  | Ouverture / Fermeture — / — | Longueur —                                                                                | Durée 15-105 min                                                                          | Nb. d’arrêts 36                                                                           | Matériel —                                                                                | Jours de fonctionnement L, Ma, Me, J, V, S                                                | Jour / Soir / Nuit / Fêtes O / N / N / N                                                  | Voy. / an —                                                                               | Dépôt —                                                                                   |
| 3445  | Desserte : - Villes et lieux desservis : Fontaine-le-Port, Chartrettes, Bois-le-Roi, Samois-sur-Seine, Avon et Fontainebleau - Gares desservies : Fontaine-le-Port, Chartrettes et Bois-le-Roi |                                                                                           |                                                                                           |                                                                                           |                                                                                           |                                                                                           |                                                                                           |                                                                                           |                                                                                           |
| 3445  | Autre : - Zone traversée : 5 - Arrêts non accessibles aux UFR : — - Amplitudes horaires : La ligne fonctionne en période scolaire du lundi au vendredi de 7 h 15 à 9 h 5 puis de 16 h 25 à 19 h 0, avancé le mercredi de 11 h 40 à 18 h 40 et le samedi de 7 h 15 à 8 h 5 puis de 12 h 35 à 13 h 25. - Particularités : - L'essentiel des courses aller partent soit de la gare de Fontaine-le-Port, soit de Chartrettes, et quelques-unes se terminent à François 1er ou à Rue de l'Étape. - Presque toutes les courses retour partent de la gare routière François 1er et bon nombre d'entre elles finissent à Clos de la Mulatière, à la gare de Chartrettes ou à Clos Pensées. - Du lundi au vendredi, deux allers-retours, portés à un retour excepté le mercredi, relient le collège Denencourt à Chartrettes et Fontaine-le-Port. - À la même période, un aller et un retour excepté le mercredi observe la desserte du lycée Uruguay-France. - Date de dernière mise à jour : 2 novembre 2020. |                                                                                           |                                                                                           |                                                                                           |                                                                                           |                                                                                           |                                                                                           |                                                                                           |                                                                                           |
| 3445  | Dernière actualisation : — |                                                                                           |                                                                                           |                                                                                           |                                                                                           |                                                                                           |                                                                                           |                                                                                           |                                                                                           |
| 3447  | (Circulaire) Gare de Bois-le-Roi ⥋ via Quartier des Brolles | (Circulaire) Gare de Bois-le-Roi ⥋ via Quartier des Brolles                               | (Circulaire) Gare de Bois-le-Roi ⥋ via Quartier des Brolles                               | (Circulaire) Gare de Bois-le-Roi ⥋ via Quartier des Brolles                               | (Circulaire) Gare de Bois-le-Roi ⥋ via Quartier des Brolles                               | (Circulaire) Gare de Bois-le-Roi ⥋ via Quartier des Brolles                               | (Circulaire) Gare de Bois-le-Roi ⥋ via Quartier des Brolles                               | (Circulaire) Gare de Bois-le-Roi ⥋ via Quartier des Brolles                               | (Circulaire) Gare de Bois-le-Roi ⥋ via Quartier des Brolles                               |
| 3447  | Ouverture / Fermeture 18 novembre 2024 / — | Longueur —                                                                                | Durée 15 min                                                                              | Nb. d’arrêts 7                                                                            | Matériel Midibus                                                                          | Jours de fonctionnement L, Ma, Me, J, V                                                   | Jour / Soir / Nuit / Fêtes O / N / N / N                                                  | Voy. / an —                                                                               | Dépôt Vulaines-sur-Seine                                                                  |
| 3447  | Desserte : - Ville et lieux desservis : Bois-le-Roi - Gare desservie : Bois-le-Roi |                                                                                           |                                                                                           |                                                                                           |                                                                                           |                                                                                           |                                                                                           |                                                                                           |                                                                                           |
| 3447  | Autre : - Zone traversée : 5 - Arrêts non accessibles aux UFR : — - Amplitudes horaires : La ligne fonctionne du lundi au vendredi de 5 h 50 à 7 h 0 puis de 17 h 25 à 20 h 0. |                                                                                           |                                                                                           |                                                                                           |                                                                                           |                                                                                           |                                                                                           |                                                                                           |                                                                                           |
| 3447  | Dernière actualisation : 24 mai 2025 |                                                                                           |                                                                                           |                                                                                           |                                                                                           |                                                                                           |                                                                                           |                                                                                           |                                                                                           |

### Lignes 3451 à 3459
| Ligne | Caractéristiques | Caractéristiques | Caractéristiques | Caractéristiques | Caractéristiques | Caractéristiques | Caractéristiques | Caractéristiques | Caractéristiques |
| 3451  | Noisy-sur-École — Chesnay ⇀ La Chapelle-la-Reine — Gare routière ⥋ Avon — Lycée Uruguay | Noisy-sur-École — Chesnay ⇀ La Chapelle-la-Reine — Gare routière ⥋ Avon — Lycée Uruguay | Noisy-sur-École — Chesnay ⇀ La Chapelle-la-Reine — Gare routière ⥋ Avon — Lycée Uruguay | Noisy-sur-École — Chesnay ⇀ La Chapelle-la-Reine — Gare routière ⥋ Avon — Lycée Uruguay | Noisy-sur-École — Chesnay ⇀ La Chapelle-la-Reine — Gare routière ⥋ Avon — Lycée Uruguay | Noisy-sur-École — Chesnay ⇀ La Chapelle-la-Reine — Gare routière ⥋ Avon — Lycée Uruguay | Noisy-sur-École — Chesnay ⇀ La Chapelle-la-Reine — Gare routière ⥋ Avon — Lycée Uruguay | Noisy-sur-École — Chesnay ⇀ La Chapelle-la-Reine — Gare routière ⥋ Avon — Lycée Uruguay | Noisy-sur-École — Chesnay ⇀ La Chapelle-la-Reine — Gare routière ⥋ Avon — Lycée Uruguay |
| ----- | --- | --- | --- | --- | --- | --- | --- | --- | --- |
| 3451  | Ouverture / Fermeture — / — | Longueur — | Durée 25-60 min | Nb. d’arrêts 29 | Matériel — | Jours de fonctionnement L, Ma, Me, J, V, S | Jour / Soir / Nuit / Fêtes O / N / N / N | Voy. / an — | Dépôt — |
| 3451  | Desserte : - Villes et lieux desservis : Noisy-sur-École, Le Vaudoué, Achères-la-Forêt, Ury, La Chapelle-la-Reine, Villiers-sous-Grez, Recloses, Fontainebleau et Avon - Gare desservie : Fontainebleau - Avon | | | | | | | | |
| 3451  | Autre : - Zone traversée : 5 - Arrêts non accessibles aux UFR : — - Amplitudes horaires : La ligne fonctionne en période scolaire : - du lundi au vendredi de 7 h 5 à 9 h 20 puis de 16 h 40 à 18 h 30 (Lundi, Mardi, Jeudi et Vendredi) ou 12 h 45 à 13 h 20 (Mercredi). - le samedi de 7 h 25 à 8 h 15 puis de 12 h 55 à 13 h 20. - Interdiction de trafic local : La ligne est soumise à une interdiction de trafic local de Arbre Sec à Lycée Uruguay. - Date de dernière mise à jour : 6 août 2024. | | | | | | | | |
| 3451  | Dernière actualisation : — | | | | | | | | |
| 3452  | Nanteau-sur-Essonne — Bois Minard ⥋ La Chapelle-la-Reine — Gare routière (Collège Blanche de Castille) | Nanteau-sur-Essonne — Bois Minard ⥋ La Chapelle-la-Reine — Gare routière (Collège Blanche de Castille) | Nanteau-sur-Essonne — Bois Minard ⥋ La Chapelle-la-Reine — Gare routière (Collège Blanche de Castille) | Nanteau-sur-Essonne — Bois Minard ⥋ La Chapelle-la-Reine — Gare routière (Collège Blanche de Castille) | Nanteau-sur-Essonne — Bois Minard ⥋ La Chapelle-la-Reine — Gare routière (Collège Blanche de Castille) | Nanteau-sur-Essonne — Bois Minard ⥋ La Chapelle-la-Reine — Gare routière (Collège Blanche de Castille) | Nanteau-sur-Essonne — Bois Minard ⥋ La Chapelle-la-Reine — Gare routière (Collège Blanche de Castille) | Nanteau-sur-Essonne — Bois Minard ⥋ La Chapelle-la-Reine — Gare routière (Collège Blanche de Castille) | Nanteau-sur-Essonne — Bois Minard ⥋ La Chapelle-la-Reine — Gare routière (Collège Blanche de Castille) |
| 3452  | Ouverture / Fermeture — / — | Longueur — | Durée 20-25 min | Nb. d’arrêts 6 | Matériel — | Jours de fonctionnement L, Ma, Me, J, V, S | Jour / Soir / Nuit / Fêtes O / N / N / N | Voy. / an — | Dépôt — |
| 3452  | Desserte : - Villes et lieux desservis : Nanteau-sur-Essonne, Tousson, Noisy-sur-École, Le Vaudoué et La Chapelle-la-Reine | | | | | | | | |
| 3452  | Autre : - Zone traversée : 5 - Arrêts non accessibles aux UFR : — - Amplitudes horaires : La ligne fonctionne en période scolaire / - du lundi au vendredi de 6 h 55 à 8 h 20 puis de 14 h 40 à 18 h 55 / de 12 h 40 à 13 h 40 et de 18 h 40 à 19 h 0 (le mercredi uniquement) - le samedi de 7 h à 7 h 20 et de 13 h 20 à 13 h 40. - Date de dernière mise à jour : 6 août 2024. | | | | | | | | |
| 3452  | Dernière actualisation : — | | | | | | | | |
| 3453  | Noisy-sur-École — Auvers ⥋ La Chapelle-la-Reine — Gare routière (Collège Blanche de Castille) | Noisy-sur-École — Auvers ⥋ La Chapelle-la-Reine — Gare routière (Collège Blanche de Castille) | Noisy-sur-École — Auvers ⥋ La Chapelle-la-Reine — Gare routière (Collège Blanche de Castille) | Noisy-sur-École — Auvers ⥋ La Chapelle-la-Reine — Gare routière (Collège Blanche de Castille) | Noisy-sur-École — Auvers ⥋ La Chapelle-la-Reine — Gare routière (Collège Blanche de Castille) | Noisy-sur-École — Auvers ⥋ La Chapelle-la-Reine — Gare routière (Collège Blanche de Castille) | Noisy-sur-École — Auvers ⥋ La Chapelle-la-Reine — Gare routière (Collège Blanche de Castille) | Noisy-sur-École — Auvers ⥋ La Chapelle-la-Reine — Gare routière (Collège Blanche de Castille) | Noisy-sur-École — Auvers ⥋ La Chapelle-la-Reine — Gare routière (Collège Blanche de Castille) |
| 3453  | Ouverture / Fermeture — / — | Longueur — | Durée 20-45 min | Nb. d’arrêts 16 | Matériel — | Jours de fonctionnement L, Ma, Me, J, V, S | Jour / Soir / Nuit / Fêtes O / N / N / N | Voy. / an — | Dépôt — |
| 3453  | Desserte : - Villes et lieux desservis : Noisy-sur-École, Achères-la-Forêt, Le Vaudoué et La Chapelle-la-Reine | | | | | | | | |
| 3453  | Autre : - Zone traversée : 5 - Arrêts non accessibles aux UFR : — - Amplitudes horaires : La ligne fonctionne en période scolaire : - du lundi au vendredi de 6 h 35 à 8 h 20 puis de 14 h 40 à 19 h 27 / de 12 h 40 à 14 h 15 (le mercredi uniquement) - le samedi de 6 h 45 à 7 h 25 puis de 13 h 20 à 14 h 5. - Date de dernière mise à jour : 6 août 2024. | | | | | | | | |
| 3453  | Dernière actualisation : — | | | | | | | | |
| 3454  | Gare de Malesherbes ⥋ Gare de Fontainebleau - Avon | Gare de Malesherbes ⥋ Gare de Fontainebleau - Avon | Gare de Malesherbes ⥋ Gare de Fontainebleau - Avon | Gare de Malesherbes ⥋ Gare de Fontainebleau - Avon | Gare de Malesherbes ⥋ Gare de Fontainebleau - Avon | Gare de Malesherbes ⥋ Gare de Fontainebleau - Avon | Gare de Malesherbes ⥋ Gare de Fontainebleau - Avon | Gare de Malesherbes ⥋ Gare de Fontainebleau - Avon | Gare de Malesherbes ⥋ Gare de Fontainebleau - Avon |
| 3454  | Ouverture / Fermeture 31 août 2009 / — | Longueur — | Durée 35-45 min | Nb. d’arrêts 9 | Matériel — | Jours de fonctionnement L, Ma, Me, J, V, S, D | Jour / Soir / Nuit / Fêtes O / N / N / O | Voy. / an — | Dépôt — |
| 3454  | Desserte : - Villes et lieux desservis : Malesherbes, Buthiers, La Chapelle-la-Reine, Ury, Fontainebleau et Avon - Gares desservies : Malesherbes et Fontainebleau - Avon | | | | | | | | |
| 3454  | Autre : - Zones traversées : 5 et hors zone tarifaire - Arrêts non accessibles aux UFR : — - Amplitudes horaires : La ligne fonctionne du lundi au vendredi de 5 h 50 à 20 h 45 et le week-end de 7 h 15 à 18 h 10. - Interdiction de trafic local : La ligne est soumise à une interdiction de trafic local : en direction d'Avon, l'arrêt Château est réservé uniquement à la descente et à la montée dans le sens inverse. - Date de dernière mise à jour : 6 août 2024. | | | | | | | | |
| 3454  | Dernière actualisation : — | | | | | | | | |
| 3455  | La Chapelle-la-Reine — Gare routière ⥋ Héricy — LEP Fontaineroux | La Chapelle-la-Reine — Gare routière ⥋ Héricy — LEP Fontaineroux | La Chapelle-la-Reine — Gare routière ⥋ Héricy — LEP Fontaineroux | La Chapelle-la-Reine — Gare routière ⥋ Héricy — LEP Fontaineroux | La Chapelle-la-Reine — Gare routière ⥋ Héricy — LEP Fontaineroux | La Chapelle-la-Reine — Gare routière ⥋ Héricy — LEP Fontaineroux | La Chapelle-la-Reine — Gare routière ⥋ Héricy — LEP Fontaineroux | La Chapelle-la-Reine — Gare routière ⥋ Héricy — LEP Fontaineroux | La Chapelle-la-Reine — Gare routière ⥋ Héricy — LEP Fontaineroux |
| 3455  | Ouverture / Fermeture — / — | Longueur — | Durée 35-40 min | Nb. d’arrêts 6 | Matériel — | Jours de fonctionnement L, Ma, Me, J, V, S | Jour / Soir / Nuit / Fêtes O / N / N / N | Voy. / an — | Dépôt — |
| 3455  | Desserte : - Villes et lieux desservis : La Chapelle-la-Reine, Ury, Champagne-sur-Seine et Héricy - Gare desservie : Champagne-sur-Seine | | | | | | | | |
| 3455  | Autre : - Zone traversée : 5 - Arrêts non accessibles aux UFR : — - Amplitudes horaires : La ligne fonctionne du lundi au samedi en période scolaire de 7 h 25 à 8 h puis de 17 h 30 à 18 h 10 / de 12 h 45 à 13 h 20 (le mercredi et samedi uniquement). - Interdiction de trafic local : La ligne est soumise à une interdiction de trafic local : - en direction de Fontaineroux, les arrêts Champagne-sur-Seine — Gare SNCF et Fontaineroux sont réservés uniquement à la descente ; - en direction de La Chapelle-la-Reine, l'arrêt Champagne-sur-Seine — Gare SNCF est réservé à la montée. - Date de dernière mise à jour : 6 août 2024. | | | | | | | | |
| 3455  | Dernière actualisation : — | | | | | | | | |
| 3458  | Ury — Place ⥋ La Chapelle-la-Reine — Gare routière (Collège Blanche de Castille) La Chapelle-la-Reine — Gare Routière (le matin) / Château d'eau (le soir) ⥋ La Chapelle-la-Reine — École (desserte secondaire) | Ury — Place ⥋ La Chapelle-la-Reine — Gare routière (Collège Blanche de Castille) La Chapelle-la-Reine — Gare Routière (le matin) / Château d'eau (le soir) ⥋ La Chapelle-la-Reine — École (desserte secondaire) | Ury — Place ⥋ La Chapelle-la-Reine — Gare routière (Collège Blanche de Castille) La Chapelle-la-Reine — Gare Routière (le matin) / Château d'eau (le soir) ⥋ La Chapelle-la-Reine — École (desserte secondaire) | Ury — Place ⥋ La Chapelle-la-Reine — Gare routière (Collège Blanche de Castille) La Chapelle-la-Reine — Gare Routière (le matin) / Château d'eau (le soir) ⥋ La Chapelle-la-Reine — École (desserte secondaire) | Ury — Place ⥋ La Chapelle-la-Reine — Gare routière (Collège Blanche de Castille) La Chapelle-la-Reine — Gare Routière (le matin) / Château d'eau (le soir) ⥋ La Chapelle-la-Reine — École (desserte secondaire) | Ury — Place ⥋ La Chapelle-la-Reine — Gare routière (Collège Blanche de Castille) La Chapelle-la-Reine — Gare Routière (le matin) / Château d'eau (le soir) ⥋ La Chapelle-la-Reine — École (desserte secondaire) | Ury — Place ⥋ La Chapelle-la-Reine — Gare routière (Collège Blanche de Castille) La Chapelle-la-Reine — Gare Routière (le matin) / Château d'eau (le soir) ⥋ La Chapelle-la-Reine — École (desserte secondaire) | Ury — Place ⥋ La Chapelle-la-Reine — Gare routière (Collège Blanche de Castille) La Chapelle-la-Reine — Gare Routière (le matin) / Château d'eau (le soir) ⥋ La Chapelle-la-Reine — École (desserte secondaire) | Ury — Place ⥋ La Chapelle-la-Reine — Gare routière (Collège Blanche de Castille) La Chapelle-la-Reine — Gare Routière (le matin) / Château d'eau (le soir) ⥋ La Chapelle-la-Reine — École (desserte secondaire) |
| 3458  | Ouverture / Fermeture — / — | Longueur — | Durée 5-30 min | Nb. d’arrêts 10 | Matériel — | Jours de fonctionnement L, Ma, Me, J, V, S | Jour / Soir / Nuit / Fêtes O / N / N / N | Voy. / an — | Dépôt — |
| 3458  | Desserte : - Villes et lieux desservis : Ury, Recloses, Villiers-sous-Grez et La Chapelle-la-Reine | | | | | | | | |
| 3458  | Autre : - Zone traversée : 5 - Arrêts non accessibles aux UFR : — - Amplitudes horaires : La ligne fonctionne en période scolaire : - du lundi au vendredi de 6 h 50 à 8 h 40 puis de 16 h 20 à 19 h 0 / de 12 h 35 à 13 h 40 puis de 18 h 40 à 19 h 0 (le mercredi uniquement). - le samedi de 6 h 50 à 7 h 20 puis de 13 h 20 à 14 h 0. - Date de dernière mise à jour : 6 août 2024. | | | | | | | | |
| 3458  | Dernière actualisation : — | | | | | | | | |

### Lignes de soirée
| Ligne  | Caractéristiques | Caractéristiques                                                 | Caractéristiques                                                 | Caractéristiques                                                 | Caractéristiques                                                 | Caractéristiques                                                 | Caractéristiques                                                 | Caractéristiques                                                 | Caractéristiques                                                 |
| Soirée | Soirée Fontainebleau-Avon | Soirée Fontainebleau-Avon                                        | Soirée Fontainebleau-Avon                                        | Soirée Fontainebleau-Avon                                        | Soirée Fontainebleau-Avon                                        | Soirée Fontainebleau-Avon                                        | Soirée Fontainebleau-Avon                                        | Soirée Fontainebleau-Avon                                        | Soirée Fontainebleau-Avon                                        |
| Soirée | Gare de Fontainebleau - Avon ⥋ desserte de Fontainebleau et Avon | Gare de Fontainebleau - Avon ⥋ desserte de Fontainebleau et Avon | Gare de Fontainebleau - Avon ⥋ desserte de Fontainebleau et Avon | Gare de Fontainebleau - Avon ⥋ desserte de Fontainebleau et Avon | Gare de Fontainebleau - Avon ⥋ desserte de Fontainebleau et Avon | Gare de Fontainebleau - Avon ⥋ desserte de Fontainebleau et Avon | Gare de Fontainebleau - Avon ⥋ desserte de Fontainebleau et Avon | Gare de Fontainebleau - Avon ⥋ desserte de Fontainebleau et Avon | Gare de Fontainebleau - Avon ⥋ desserte de Fontainebleau et Avon |
| ------ | --- | ---------------------------------------------------------------- | ---------------------------------------------------------------- | ---------------------------------------------------------------- | ---------------------------------------------------------------- | ---------------------------------------------------------------- | ---------------------------------------------------------------- | ---------------------------------------------------------------- | ---------------------------------------------------------------- |
| Soirée | Ouverture / Fermeture 1er août 2023 / — | Longueur —                                                       | Durée —                                                          | Nb. d’arrêts 58                                                  | Matériel —                                                       | Jours de fonctionnement —                                        | Jour / Soir / Nuit / Fêtes N / O / N / O                         | Voy. / an —                                                      | Dépôt —                                                          |
| Soirée | Desserte : - Ville et lieux desservis : Fontainebleau Avon - Gare desservie : Fontainebleau-Avon |                                                                  |                                                                  |                                                                  |                                                                  |                                                                  |                                                                  |                                                                  |                                                                  |
| Soirée | Autre : - Zones traversées : 5 - Arrêts non accessibles aux UFR : — - Amplitudes horaires : La ligne fonctionne du Lundi au Dimanche à raison de 3 départs entre 22 h 30 et 23 h 30 - Substitution nocturne : Ce service remplace les lignes 1, 4 et 8 qui circulent de journée et dépose les voyageurs aux arrêts demandés, sans itinéraire fixe. - Date de dernière mise à jour : 6 août 2024. |                                                                  |                                                                  |                                                                  |                                                                  |                                                                  |                                                                  |                                                                  |                                                                  |
| Soirée | Dernière actualisation : — |                                                                  |                                                                  |                                                                  |                                                                  |                                                                  |                                                                  |                                                                  |                                                                  |
| Soirée | Soirée Moret-Veneux-les-Sablons | Soirée Moret-Veneux-les-Sablons                                  | Soirée Moret-Veneux-les-Sablons                                  | Soirée Moret-Veneux-les-Sablons                                  | Soirée Moret-Veneux-les-Sablons                                  | Soirée Moret-Veneux-les-Sablons                                  | Soirée Moret-Veneux-les-Sablons                                  | Soirée Moret-Veneux-les-Sablons                                  | Soirée Moret-Veneux-les-Sablons                                  |
| Soirée | Gare de Moret-Veneux-les-Sablons ⥋ desserte de Veneux-les-Sablons |                                                                  |                                                                  |                                                                  |                                                                  |                                                                  |                                                                  |                                                                  |                                                                  |
| Soirée | Ouverture / Fermeture 1er août 2023 / — | Longueur —                                                       | Durée —                                                          | Nb. d’arrêts 24                                                  | Matériel —                                                       | Jours de fonctionnement L, Ma, Me, J, V                          | Jour / Soir / Nuit / Fêtes N / O / N / N                         | Voy. / an —                                                      | Dépôt —                                                          |
| Soirée | Desserte : - Ville et lieux desservis : Moret-Loing-et-Orvanne (Veneux-les-Sablons) - Gare desservie : Moret-Veneux-les-Sablons |                                                                  |                                                                  |                                                                  |                                                                  |                                                                  |                                                                  |                                                                  |                                                                  |
| Soirée | Autre : - Zones traversées : 5 - Arrêts non accessibles aux UFR : — - Amplitudes horaires : La ligne fonctionne du lundi au vendredi à raison de 2 départs à 21 h 10 et 21 h 40 - Substitution nocturne : Ce service remplace les lignes 205 et 207 qui circulent en journée et dépose les voyageurs aux arrêts demandés, sans itinéraire fixe. - Date de dernière mise à jour : 6 août 2024.    |                                                                  |                                                                  |                                                                  |                                                                  |                                                                  |                                                                  |                                                                  |                                                                  |
| Soirée | Dernière actualisation : — |                                                                  |                                                                  |                                                                  |                                                                  |                                                                  |                                                                  |                                                                  |                                                                  |

### Transport à la demande
Le réseau de bus est complété par quatre services de transport à la demande : le « TàD Bière », le « TàD Bois-le-Roi Chartrettes », le « TàD Gâtinais » et le « TàD Moret Seine et Loing ».

## Gestion et exploitation
Les réseaux de transports en commun franciliens sont organisés par Île-de-France Mobilités. L'exploitation du réseau de bus Fontainebleau - Moret revient à Transdev Pays de Fontainebleau depuis le 1er août 2023.

### Parc de véhicules

#### Dépôts
Les dépôts ont pour mission de remiser les différents véhicules, mais également d'assurer leur entretien préventif et curatif. L'entretien curatif ou correctif a lieu quand une panne ou un dysfonctionnement est signalé par un machiniste.
Le nouvel exploitant récupère les Centres Opérationnel Bus (COB) de Ecuelles, Saint-Fargeau-Ponthierry et Vulaines-sur-Seine.

#### Détails du parc
Le réseau de bus Fontainebleau - Moret dispose d'un parc composé de minibus, midibus, autobus standards, articulés, et autocars interurbains :

#### Minibus
| Constructeur  | Modèle                      | Nombre | Numéros de parc        | Période de mise en service            | Affectations                     | Observations                                                                                     |
| ------------- | --------------------------- | ------ | ---------------------- | ------------------------------------- | -------------------------------- | ------------------------------------------------------------------------------------------------ |
| Citroën       | Jumper II L2H2 Triflex Easy | 1      | 30182                  | Depuis Mai 2023                       | Transport à la Demande           | Ex-Transdev Vulaines depuis le 1er août 2023                                                     |
| Iveco Bus     | Daily Line                  | 4      | 110006 ; 236001-236003 | Entre Novembre 2015 et Novembre 2021  | 3440 3444 Transport à la Demande | 236001-236003 : Ex-Transdev Vulaines depuis le 1er août 2023 110006 : depuis le 1er octobre 2023 |
| Mercedes-Benz | Sprinter Transfer 23        | 1      | 239006                 | Depuis Août 2020                      | Transport à la Demande           | Ex-Transdev Nemours depuis le 1er août 2023                                                      |
| Renault       | Master III TPMR             | 2      | Inconnus               | Entre Novembre 2019 et Novembre 2024  | Transport à la Demande           | Ex-Transdev VAD depuis le 1er décembre 2024                                                      |
| Renault       | Trafic III                  | 2      | Inconnu ; 107516       | Entre Novembre 2020 et Septembre 2024 | Transport à la Demande           | 107516 : Ex-Transdev Nemours depuis le 1er août 2023                                             |

#### Midibus
| Constructeur | Modèle   | Nombre | Numéros de parc | Période de mise en service           | Affectations             | Observations                                                                                         |
| ------------ | -------- | ------ | --------------- | ------------------------------------ | ------------------------ | --- |
| Heuliez Bus  | GX 127   | 2      | 233003 ; 233056 | Entre Juillet 2008 et Juillet 2009   | 3403 3407 3408 3447      | 233003 : Ex-Transdev Vulaines depuis le 1er août 2023 233056 : Ex-Keolis CIF depuis le 1er août 2023 |
| Heuliez Bus  | GX 137   | 1      | 233006          | Depuis Juin 2018                     | 3403 3407 3408           | Ex-Transdev Vulaines depuis le 1er août 2023                                                         |
| Heuliez Bus  | GX 137 L | 2      | 233004-233005   | Entre Septembre 2016 et Octobre 2016 | 3404 3405 3406 3407 3408 | Ex-Transdev Interval depuis le 1er août 2023                                                         |

#### Autobus standards
| Constructeur  | Modèle          | Nombre | Numéros de parc                               | Période de mise en service           | Affectations                       | Observations                                                 |
| ------------- | --------------- | ------ | --------------------------------------------- | ------------------------------------ | ---------------------------------- | ------------------------------------------------------------ |
| Heuliez Bus   | GX 327          | 2      | 231064-231065                                 | Entre Février 2009 et Février 2010   | 3401 3404 3405 3406 3408 3409      | Ex-Transdev Vulaines depuis le 1er août 2023                 |
| Iveco Bus     | Urbanway 12 GNV | 8      | 221045-221046 ; 241076-241079 ; 241158-241159 | Entre Septembre 2022 et Octobre 2024 | 3401 3404 3405 3406 3408 3409 3418 | 221045-221046 : Ex-Transdev Vulaines depuis le 1er août 2023 |
| Mercedes-Benz | Citaro C2       | 6      | 231066-231071                                 | Entre Juin 2015 et Novembre 2017     | 3401 3404 3405 3406 3408 3409      | Ex-Transdev Vulaines depuis le 1er août 2023                 |

#### Autobus articulés
| Constructeur  | Modèle            | Nombre | Numéros de parc | Période de mise en service          | Affectations | Observations                                 |
| ------------- | ----------------- | ------ | --------------- | ----------------------------------- | ------------ | -------------------------------------------- |
| Iveco Bus     | Urbanway 18 GNV   | 1      | 242050          | Depuis Novembre 2024                | 3401         | -                                            |
| Mercedes-Benz | Citaro G C2       | 2      | 232004-232005   | Entre Avril 2015 et Octobre 2017    | 3401         | Ex-Transdev Vulaines depuis le 1er août 2023 |
| Mercedes-Benz | Citaro G Facelift | 2      | 232006-232007   | Entre Novembre 2010 et Février 2012 | 3401         | Ex-Keolis CIF depuis le 1er août 2023        |

#### Autocars interurbains
| Constructeur  | Modèle              | Nombre | Numéros de parc | Période de mise en service           | Affectations | Observations |
| ------------- | ------------------- | ------ | --- | ------------------------------------ | --- | --- |
| Irisbus       | Axer                | 2      | 237130-237131 | Depuis Juin 2006                     | 3405 3406 3409 3411 3412 3417 3430 3431 3432 3433 3434 3435 3436 3437 3438 3439 3441 3442 3443 3444 3445 3451 3452 3453 3455 3458                                              | Ex-Transdev Vulaines depuis le 1er août 2023 |
| Irisbus       | Crossway            | 17     | 237143-237147 ; 237152-237153 ; 237157-237161 ; 237163 ; 237165 ; 237167-237169                                                 | Entre Juillet 2009 et Juillet 2013   | 3405 3406 3409 3411 3412 3417 3420 3421 3423 3424 3425 3426 3427 3429 3430 3431 3432 3433 3434 3435 3436 3437 3438 3439 3441 3442 3443 3444 3445 3451 3452 3453 3454 3455 3458 | 237143-237144, 237146-237147, 237152-237153, 237157-237160, 237165 et 237167 : Ex-Transdev Vulaines depuis le 1er août 2023 237145, 237161, 237163, 237168-237169 : Ex-Transdev Nemours depuis le 1er août 2023 |
| Irisbus       | Récréo II           | 13     | 11718 ; 237136-237137 ; 237140 ; 237154-237156 ; 237170-237175                                                                  | Entre Juillet 2007 et Août 2013      | 3405 3406 3409 3411 3412 3417 3420 3421 3423 3424 3425 3426 3427 3429 3430 3431 3432 3433 3434 3435 3436 3437 3438 3439 3441 3442 3443 3444 3445 3451 3452 3453 3454 3455 3458 | 11718 (en réserve) : Ex-Transdev N'4 Mobilités depuis le 1er août 2023 237136-237137 : Ex-Transdev Vulaines depuis le 1er août 2023 237140 : Ex-Transdev Interval depuis le 1er août 2023 237170-237175 : Ex-Les Cars Bleus depuis le 1er août 2023                                                                                                |
| Iveco Bus     | Crossway High Value | 19     | 237179-237180 ; 237186-237187 ; 237193-237195 ; 237201 ; 237205-237207 ; 237211-237212 ; 237216-237217 ; 237220-237221 ; 237259 | Entre Août 2014 et Mai 2020          | 3405 3406 3409 3411 3412 3417 3420 3421 3423 3424 3425 3426 3427 3429 3430 3431 3432 3433 3434 3435 3436 3437 3438 3439 3441 3442 3443 3444 3445 3451 3452 3453 3454 3455 3458 | 237179-237180, 237186-237187, 237194, 237201, 237205-237206, 237211-237212 : Ex-Transdev Vulaines depuis le 1er août 2023 237193, 237195, 237207, 237216-237217 : Ex-Transdev Nemours depuis le 1er août 2023 237220-237221 : Ex-Transdev Saint-Fargeau-Ponthierry depuis le 1er août 2023 237259 : Ex-Transdev Nemours depuis le 1er octobre 2023 |
| Iveco Bus     | Crossway Line NP    | 20     | 217022 ; 217025 ; 217027 ; 217031 ; 227001-227005 ; 227010-227011 ; 227013-227014 ; 237025-237029 ; 237033 ; 247136             | Entre Novembre 2021 et Novembre 2024 | 3405 3406 3409 3411 3412 3417 3430 3438 3439 3441 3442 3451 3452 3453 3454 3455 3458 N132 N137                                                                                 | 227001-227005, 227010-227011, 227013-227014, 237025-237029 et 237033 : Ex-Transdev Vulaines depuis le 1er août 2023 217022, 217025, 217027 et 217031 : Ex-Transdev Vexin depuis le 1er janvier 2025 |
| Iveco Bus     | Crossway Pop        | 3      | 237181 ; 237183-237184 | Entre Août 2014 et Septembre 2014    | 3405 3406 3409 3411 3412 3417 3430 3438 3439 3441 3442 3443 3444 3445 3451 3452 3453 3454 3455 3458                                                                            | Ex-Les Cars Bleus depuis le 1er août 2023 |
| Mercedes-Benz | Integro II M        | 1      | 217336 | Depuis Avril 2009                    | En réserve | Ex-Transdev Montesson La Boucle depuis le 1er janvier 2025 |
| Mercedes-Benz | Intouro II          | 4      | 237162 ; 237192 ; 237197-237198                                                                                                 | Entre Octobre 2011 et Septembre 2017 | 3420 3421 3423 3424 3425 3426 3427 34293430 3431 3432 3433 3434 3435 3436 3437 3438 3439 3454                                                                                  | Ex-Transdev Lieusaint depuis le 1er août 2023 |
| Mercedes-Benz | Intouro II E        | 1      | 237166 | Depuis Avril 2013                    | 3430 3431 3432 3433 3434 3435 3436 3437 3438 3439 | Ex-Transdev Lieusaint depuis le 1er août 2023 |
| Mercedes-Benz | Intouro II EL       | 1      | 237176 | Depuis Octobre 2013                  | 3405 3406 3409 3411 3412 3417 3430 3438 3439 3441 3442 3443 3444 3445 3451 3452 3453 3455 3458                                                                                 | Ex-Transdev Interval depuis le 1er août 2023 |
| Mercedes-Benz | Intouro II M        | 15     | 217335 ; 237139 ; 237177-237178 ; 237188-237189 ; 237191 ; 237199 ; 237202-237204 ; 237208-237210 ; 237215                      | Entre Avril 2009 et Juillet 2019     | 3405 3406 3409 3411 3412 3417 3420 3421 3423 3424 3425 3426 3427 3429 3430 3431 3432 3433 3434 3435 3436 3437 3438 3439 3441 3442 3443 3444 3445 3451 3452 3453 3454 3455 3458 | 237139, 237199, 237202-237203, 237208-237210 : Ex-Transdev Saint-Fargeau-Ponthierry depuis le 1er août 2023 237177-237178, 237188-237189, 237191, 237204 et 237215 : Ex-Transdev Interval depuis le 1er août 2023 217335 (en réserve) : Ex-Transdev Montesson La Boucle depuis le 1er janvier 2025                                                 |
| Mercedes-Benz | Intouro II ME       | 7      | 237141-237142 ; 237148-237151 ; 237164                                                                                          | Entre Décembre 2008 et Juillet 2012  | 3405 3406 3409 3411 3412 3417 3430 3431 3432 3433 3434 3435 3436 3437 3438 3439 3441 3442 3443 3444 3445 3451 3452 3453 3455 3458                                              | 237141-237142, 237148-237151 : Ex-Transdev Interval depuis le 1er août 2023 237164 : Ex-Transdev Vulaines depuis le 1er août 2023 |

### Tarification et fonctionnement

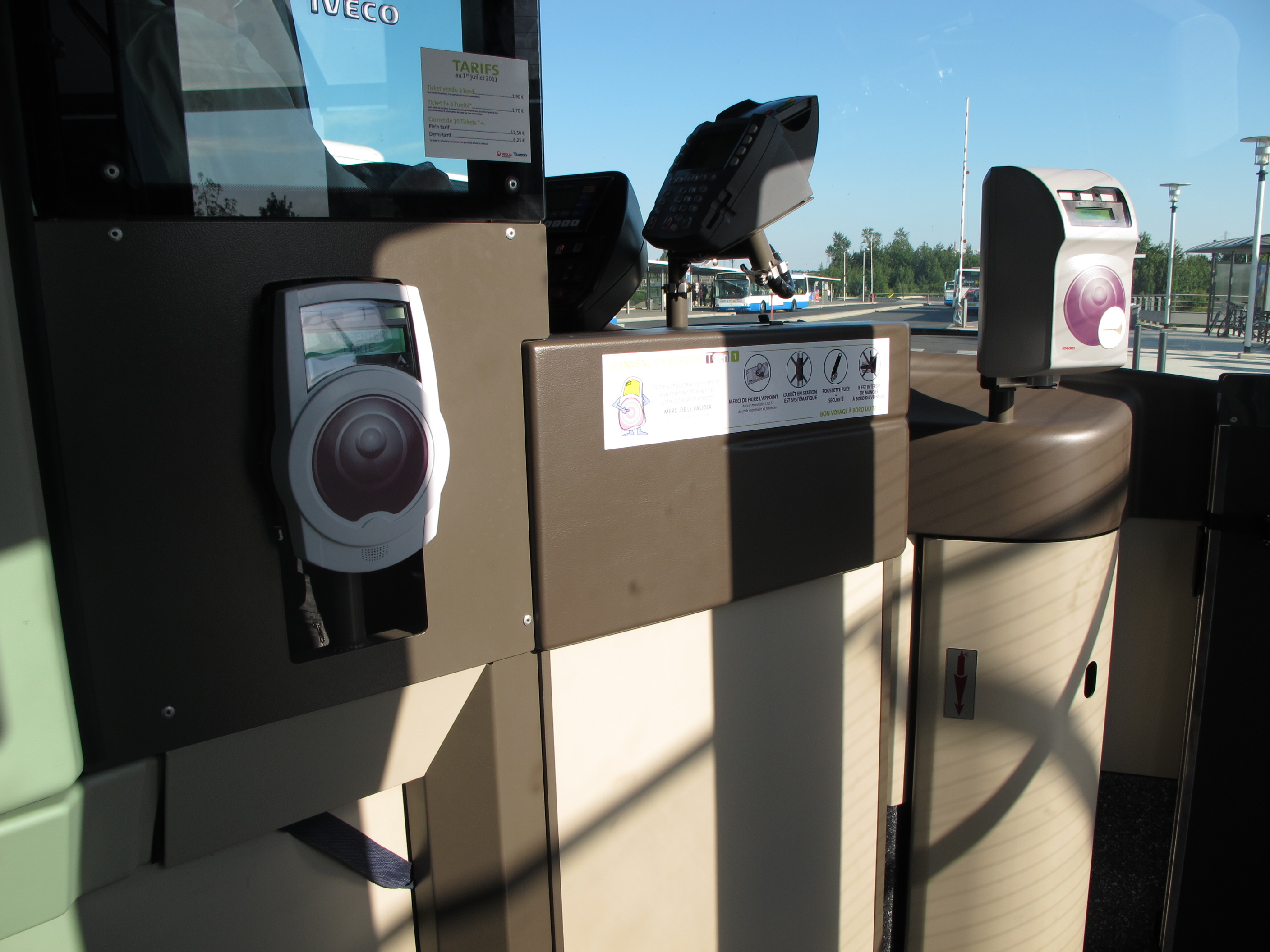
Validateurs pour passes Navigo (à gauche) et pour tickets carton (à droite) présents dans les bus et tramway.

La tarification des lignes d'autobus d'Île-de-France est unifiée et accessible avec les mêmes abonnements. Un ticket « bus-tram », qui remplace le ticket t+ au 1er janvier 2025, permet un trajet simple quelle que soit la distance, avec une ou plusieurs correspondances possibles avec les autres lignes de bus et de tramway pendant une durée maximale de 1 h 30 entre la première et dernière validation. En revanche, un ticket validé dans un bus ne permet pas d'emprunter le métro, ni le Transilien et le RER. Les lignes Orlybus et Roissybus, assurant de façon directe les dessertes aéroportuaires via autoroute, disposent d'une tarification spécifique mais sont accessibles avec les abonnements habituels.
Les tarifs des billets et abonnements dont le montant est limité par décision politique ne couvrent pas les frais réels de transport. Le manque à gagner est compensé par l'autorité organisatrice, Île-de-France Mobilités, présidée depuis 2005 par le président du conseil régional d'Île-de-France et composé d'élus locaux. Elle définit les conditions générales d'exploitation ainsi que la durée et la fréquence des services. L'équilibre financier du fonctionnement est assuré par une dotation globale annuelle aux transporteurs de la région grâce au versement mobilité payé par les entreprises et aux contributions des collectivités publiques.